# Sistema Solar
O Sistema Solar compreende o conjunto constituído pelo Sol e todos os corpos celestes que estão sob seu domínio gravitacional. A estrela central, maior componente do sistema, respondendo por mais de 99,85% da massa total, gera sua energia através da fusão de hidrogênio em hélio, dois de seus principais constituintes. Os quatro planetas mais próximos do Sol (Mercúrio, Vênus, Terra e Marte) possuem em comum uma crosta sólida e rochosa, razão pela qual se classificam no grupo dos planetas telúricos ou rochosos. Mais afastados, os quatro gigantes gasosos, Júpiter, Saturno, Urano e Netuno, são os componentes de maior massa do sistema logo após o próprio Sol. Dos cinco planetas anões, Ceres é o que se localiza mais próximo do centro do Sistema Solar, enquanto todos os outros, Plutão, Haumea, Makemake e Éris, encontram-se além da órbita de Netuno.
Permeando praticamente toda a extensão do Sistema Solar, existem incontáveis objetos que constituem a classe dos corpos menores. Os asteroides, essencialmente rochosos, concentram-se numa faixa entre as órbitas de Marte e Júpiter que se assemelha a um cinturão. Além da órbita do último planeta, a temperatura é suficientemente baixa para permitir a existência de fragmentos de gelo, que se aglomeram sobretudo nas regiões do Cinturão de Kuiper, disco disperso e na nuvem de Oort; esporadicamente são desviados para o interior do sistema onde, pela ação do calor do Sol, transformam-se em cometas. Muitos corpos, por sua vez, possuem força gravitacional suficiente para manter orbitando em torno de si objetos menores, os satélites naturais, com as mais variadas formas e dimensões. Os planetas gigantes apresentam, ainda, sistemas de anéis planetários, uma faixa composta por minúsculas partículas de gelo e poeira.
O Sistema Solar, de acordo com a teoria mais aceita hoje em dia, teve origem a partir de uma nuvem molecular que, por alguma perturbação gravitacional, entrou em colapso e formou a estrela central, enquanto seus remanescentes geraram os demais corpos. Em sua configuração atual, todos os componentes descrevem órbitas praticamente elípticas ao redor do Sol, constituindo um sistema dinâmico no qual os corpos estão em mútua interação mediada sobretudo pela força gravitacional. A sua estrutura tem sido objeto de estudos desde a antiguidade, mas somente há cinco séculos a humanidade reconheceu o fato de que o Sol, e não a Terra, constitui o centro do movimento planetário. Desde então, a evolução dos equipamentos de pesquisa, como telescópios, possibilitou uma maior compreensão do sistema. Entretanto, detalhes sem precedentes foram obtidos somente após o envio de sondas espaciais a todos os planetas, que retornam imagens e dados com uma precisão nunca antes alcançada.

## Formação
As teorias que buscam explicar como ocorreu a formação do Sistema Solar começaram a surgir no século XVI, a partir da observação mais acurada do movimento dos corpos. Ao longo do tempo, algumas dessas hipóteses foram ganhando importância. Descartes, por exemplo, sugeriu que o Sol e os planetas surgiram a partir de um vórtice existente no universo primordial. A teoria da captura dos protoplanetas, por seu lado, sugere que estes corpos coalesceram de uma nuvem molecular e, posteriormente, foram capturados pela gravidade do recém-formado Sol, juntaram-se e formaram os planetas. Uma variante deste conceito propõe que os protoplanetas foram capturados pelo Sol a uma estrela de baixa densidade que passou nas proximidades.
Laplace foi o responsável por desenvolver a hipótese de que o Sol teria se formado a partir de uma nuvem que girava e se contraía e, ao seu redor, os restantes materiais se condensaram nos demais corpos. Essa teoria, comumente referida como hipótese nebular, passou por algumas adaptações e se tornou a mais aceita no meio científico, especialmente após observações recentes da composição de meteoritos, que conservam características do período em que se formaram, nos primórdios do Sistema Solar.

### Protoestrela
Há cerca de 4,66 bilhões de anos, toda a matéria que hoje forma o Sistema Solar se encontrava sob a forma de gás e poeira pertencentes a uma grande nebulosa com extensão estimada entre cinquenta e cem anos-luz, composta sobretudo por hidrogênio e uma considerável fração de hélio, além de traços de elementos mais pesados como carbono e oxigênio e alguns compostos silicados que formavam a poeira interestelar. Em algum momento, por conta de uma provável influência externa, como uma onda de choque provocada pela explosão de uma supernova nas proximidades, uma região em seu interior começou a se tornar mais densa e, por causa da gravidade, progressivamente passou a atrair mais gás em sua direção, dando origem a um núcleo que se aquecia conforme ganhava massa. Esse fragmento da nebulosa apresentava um lento movimento de rotação que, enquanto se condensava, gradualmente aumentava a sua velocidade angular. Contudo, se essa velocidade se tornasse excessiva, não permitiria a formação da estrela. Por isso, de acordo com a teoria mais aceita, o gás cuja velocidade era muito elevada para incorporar-se ao núcleo era ejetado por ação de um campo magnético que permeava a nuvem, dispersando assim boa parte do momento angular do sistema.
Com o núcleo da nuvem cada vez mais denso, formou-se uma esfera achatada de gás com temperatura agora atingindo alguns milhares de graus Celsius, uma protoestrela, cujo diâmetro era equivalente ao da órbita atual de Mercúrio. Ao seu redor, a nuvem de gás adquiriu um formato achatado devido ao movimento de rotação, formando um disco denominado nebulosa solar, que se estendia por entre cem e duzentas unidades astronômicas. Ao redor do núcleo a temperatura era relativamente alta, alguns milhares de graus Celsius, ao passo que as áreas mais afastadas registravam temperaturas negativas.
Um milhão de anos se passaram desde o início do colapso da nuvem, quando o protossol já havia encolhido para um raio poucas vezes maior que seu estado atual. Nessa etapa teve início uma das fases mais turbulentas de sua evolução. Em seu interior, a maior parte do gás se encontrava ionizado e a uma temperatura de cerca de cinco milhões de graus Celsius, o que, em associação com a rápida rotação da protoestrela, gerava movimentos de cargas elétricas, originando um campo magnético muito mais intenso que o atual. A instabilidade desse campo provocava violentas movimentações de gás ionizado, tanto da própria protoestrela quanto da nuvem ao seu redor, causando uma intensa variação de brilho, semelhante ao processo que se observa atualmente na estrela variável T Tauri localizada na constelação do Touro. Entre trinta e cinquenta milhões de anos depois, a temperatura no núcleo chegou a quinze milhões de graus Celsius, suficiente para dar início ao processo de fusão nuclear, caracterizando o Sol como uma estrela estável que entrou na sequência principal, convertendo hidrogênio em hélio.

### Formação dos planetas e demais corpos
Ao mesmo tempo em que se formava a protoestrela, minúsculas partículas de poeira começaram a se fundir e a formar corpos agregados cada vez maiores, num processo que durou milhões de anos, até surgirem os primeiros objetos com dimensões quilométricas denominados planetesimais, cuja interação gravitacional começava a ser significativa. O elevado número de corpos orbitando a estrela deu início a um processo caótico de sucessivas colisões, algumas fragmentando-os novamente em poeira e pequenas partes, outras proporcionando o aumento de suas massas. Alguns deles, a essa altura, possuíam dimensões substancialmente maiores que a dos demais e a sua influência gravitacional atraía outros objetos. Tais corpos, de dimensões consideráveis, recebem a denominação de protoplanetas.

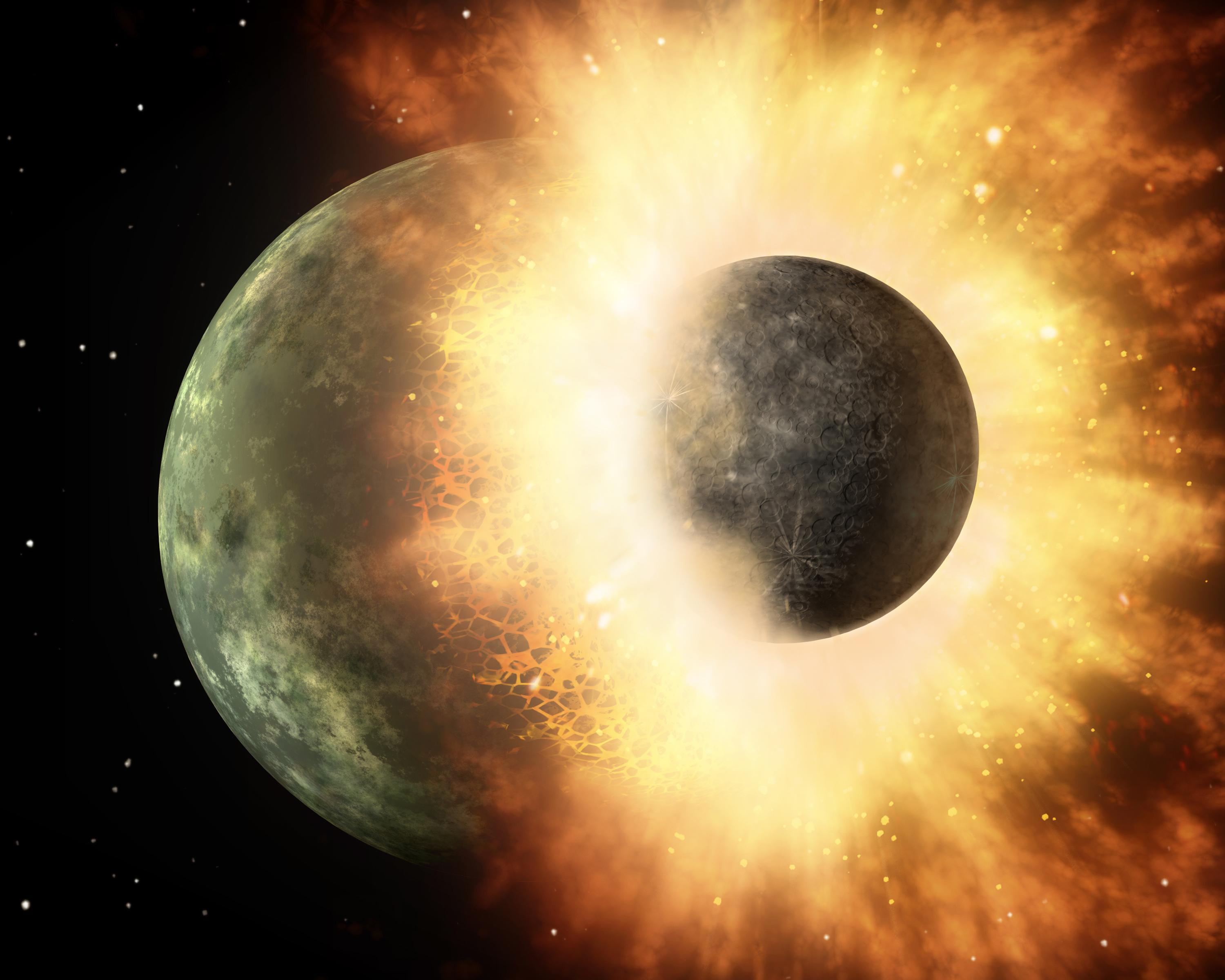
Concepção artística da colisão que deu origem à Lua

Por força da sua atração gravitacional, estes objetos não só agregaram a matéria que cruzava a sua órbita, mas também colidiram uns com os outros, por vezes fundindo-se e dando origem aos primeiros planetas. Acredita-se que Vênus e a Terra, por exemplo, resultaram da colisão de mais de dez protoplanetas cada um, mas permanece desconhecida a razão pela qual Mercúrio e Marte não incorporaram material na mesma taxa, o que determinou suas dimensões reduzidas. Durante esses impactos, imensas quantidades de energia eram liberadas, formando grandes oceanos de lava por todo o planeta. Colisões também foram responsáveis pelo surgimento de diversos satélites naturais, dentre eles a Lua, que, de acordo com a teoria vigente, resultou dos remanescentes de um choque ocorrido há 4,44 bilhões de anos entre a Terra e Theia, um corpo do tamanho de Marte. Os planetesimais restantes que não eram incorporados aos planetas colidiram entre si, deixando muitos destroços que foram varridos pela gravidade dos planetas. Centenas de milhões de anos depois de o processo ter iniciado, os planetas interiores estavam praticamente formados e o vento e a radiação provenientes do Sol expulsaram as pequenas partículas ainda remanescentes da região, desacelerando o crescimento desses planetas.
Enquanto esse processo transcorria no interior do Sistema Solar, nas regiões mais afastadas da estrela as temperaturas eram baixas o suficiente para permitir a formação de cristais de gelo, muito mais abundantes que os compostos silicatos predominantes nos planetas internos. No entanto, sabe-se que os planetas gigantes Júpiter e Saturno são formados sobretudo por hidrogênio e hélio, que não poderiam existir sob a forma de gelo nessa região. Por isso foram formuladas duas hipóteses para explicar a possível origem desses planetas. A primeira sugere que planetesimais formados de rocha e gelo se fundiram formando planetas com massas de dez a quinze vezes superiores à da Terra, tornando-os suficientemente massivos para atrair e manter os gases presentes na então nebulosa solar, o que justificaria a provável composição atual dos núcleos desses planetas, predominantemente rochosos. Outra teoria sugere a possibilidade de os dois maiores planetas do Sistema Solar terem sido formados diretamente da condensação da nebulosa solar, em um processo semelhante ao que deu origem ao Sol, no qual a presença da enorme quantidade de gás, poeira e gelo possibilitaram a formação de corpos com elevadas dimensões. Urano e Netuno, por sua vez, teriam surgido a partir da agregação de fragmentos de gelo presentes nas regiões mais externas, o que explicaria a fração diferenciada de compostos voláteis que formam tais planetas. Contudo, quando atingiram porte suficiente para absorver gases, tal como ocorreu com Júpiter e Saturno, a nebulosa solar já havia se dissipado, impossibilitando seu eventual crescimento.

### Migração planetária e evolução subsequente
De acordo com o modelo vigente da evolução das órbitas planetárias - denominado Modelo de Nice - as órbitas dos três planetas exteriores eram muito mais regulares e próximas do Sol que atualmente e, além destes, existia um enxame de rochas e gelo remanescentes da formação planetária. Sucessivas aproximações desses corpos com os planetas gigantes ocorriam, direcionando-os para dentro ou para fora do Sistema Solar. Contudo, ao desviarem um corpo em direção ao Sol, Saturno, Urano e Netuno adquiriam uma pequena aceleração em direção oposta, o que, após sucessivas interações com objetos menores, os colocou em órbitas mais distantes, caracterizando o processo de migração planetária. Júpiter, por sua vez, foi ligeiramente deslocado para uma órbita mais próxima do Sol. Então, os dois maiores planetas entraram em ressonância 1:2, ou seja, enquanto Saturno completava uma volta ao redor do Sol, Júpiter efetuava duas. A cada aproximação que ocorria entre ambos, a interação gravitacional tornava as suas órbitas mais excêntricas, sobretudo a de Saturno por este apresentar menor massa.

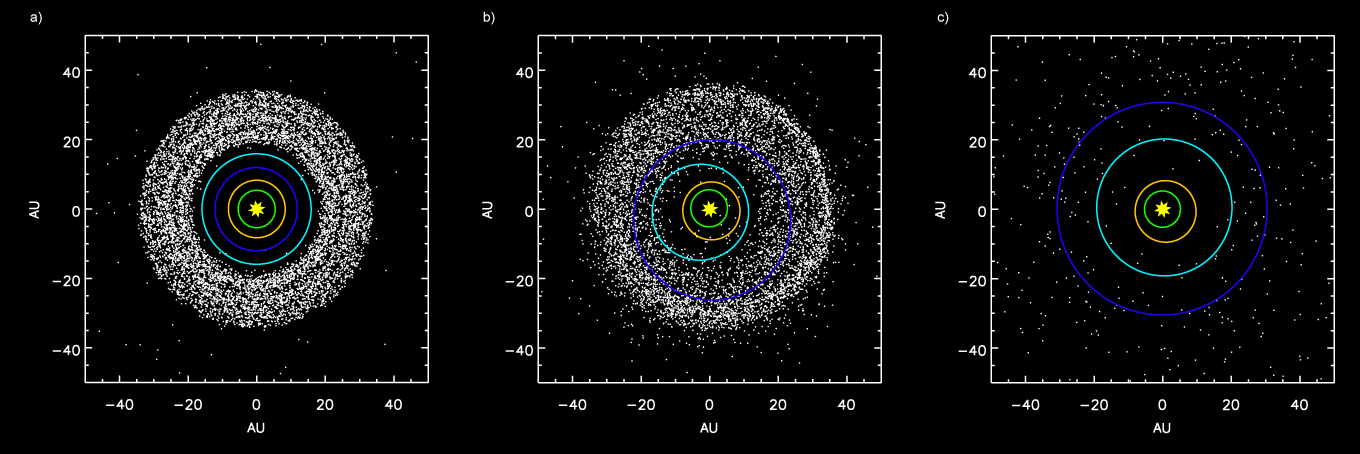
Simulação da órbita dos planetas gigantes a) no início; b) durante o intenso bombardeio tardio (ilustra-se igualmente a eventual troca de posição entre Urano e Netuno) e c) após o processo de migração planetária. Note como os objetos além da órbita inicial de Netuno são espalhados.

Essa mudança afetou a órbita dos outros dois gigantes externos, Urano e Netuno, tornando-as também mais alongadas. Netuno, então, passou a interceptar uma região povoada por rochas e gelo, dando início a um dos períodos mais violentos da história do Sistema Solar. Ao adentrar nessa região, o planeta provocou um distúrbio na órbita dos corpos menores, direcionando-os para dentro ou para fora do Sistema Solar. Muitos deles atingiram os planetas internos, durante o período denominado intenso bombardeio tardio, ocorrido há quatro bilhões de anos e cujas marcas ainda são evidentes na superfície da Lua e de Mercúrio. Ao longo de quinhentos milhões de anos, essa região foi completamente varrida, sendo que somente uma pequena fração dos objetos que nela existiam (estima-se 0,1%) permanece, atualmente formando o Cinturão de Kuiper e a Nuvem de Oort.
Apesar de conseguir responder a muitas questões que até então se colocavam, o modelo de Nice originalmente não explicava como puderam os gigantes gasosos formar-se no intervalo de tempo atualmente considerado pela comunidade científica, exigindo várias centenas de milhões de anos para lá deste. Aplicando a lógica do modelo, mas pressupondo que a nebulosa inicial seria mais densa do que a teoria original estimava, mostrou-se que a formação dos planetas exteriores no prazo indicado era exequível. Simulações de computador, respeitando o modelo de Nice, mas partindo de uma nebulosa mais densa, confirmaram a hipótese. No entanto, introduziram igualmente uma possibilidade que não havia sido equacionada: em metade das simulações efetuadas, Netuno formava-se entre Urano e Saturno, sendo progressivamente levado para uma órbita exterior a Urano. Perante a incerteza que as probabilidades registram neste aspecto particular, a hipótese da troca de posição entre os dois planetas mais exteriores mantém-se em aberto.

## Componentes
O Sistema Solar é constituído essencialmente pelo Sol e pelo conjunto de corpos que estão sob influência de seu campo gravitacional. Dentre estes, os oito planetas são os componentes mais massivos do sistema, divididos em planetas telúricos (os quatro menores e mais próximos do Sol, predominantemente rochosos) e gigantes gasosos (os quatro maiores e mais afastados do Sol). A maior parte exerce força gravitacional suficiente para manter uma camada de gases ao seu redor, ou seja, possuem atmosfera, e também satélites naturais orbitando-os. Enquanto a Terra e Marte apresentam somente um e dois satélites naturais respectivamente, os gigantes gasosos possuem dezenas cada um, nas mais variadas formas, composições e tamanhos.
Existem ainda cinco corpos que, de acordo com os padrões da União Astronômica Internacional, se enquadram na categoria de planetas anões e que, na sua maioria, também exibem satélites naturais. Vários asteroides se fazem igualmente acompanhar por pequenas luas. Os quatro planetas gigantes possuem, ainda, sistemas de anéis planetários, formados essencialmente por partículas de gelo e poeira com dimensões máximas de alguns centímetros, que orbitam o planeta no plano de seu equador. Espalhados por toda extensão do Sistema Solar existem milhares de corpos menores, como asteroides e cometas, além da poeira interplanetária e de matéria proveniente do Sol que permeiam o espaço entre os corpos.

### Sol

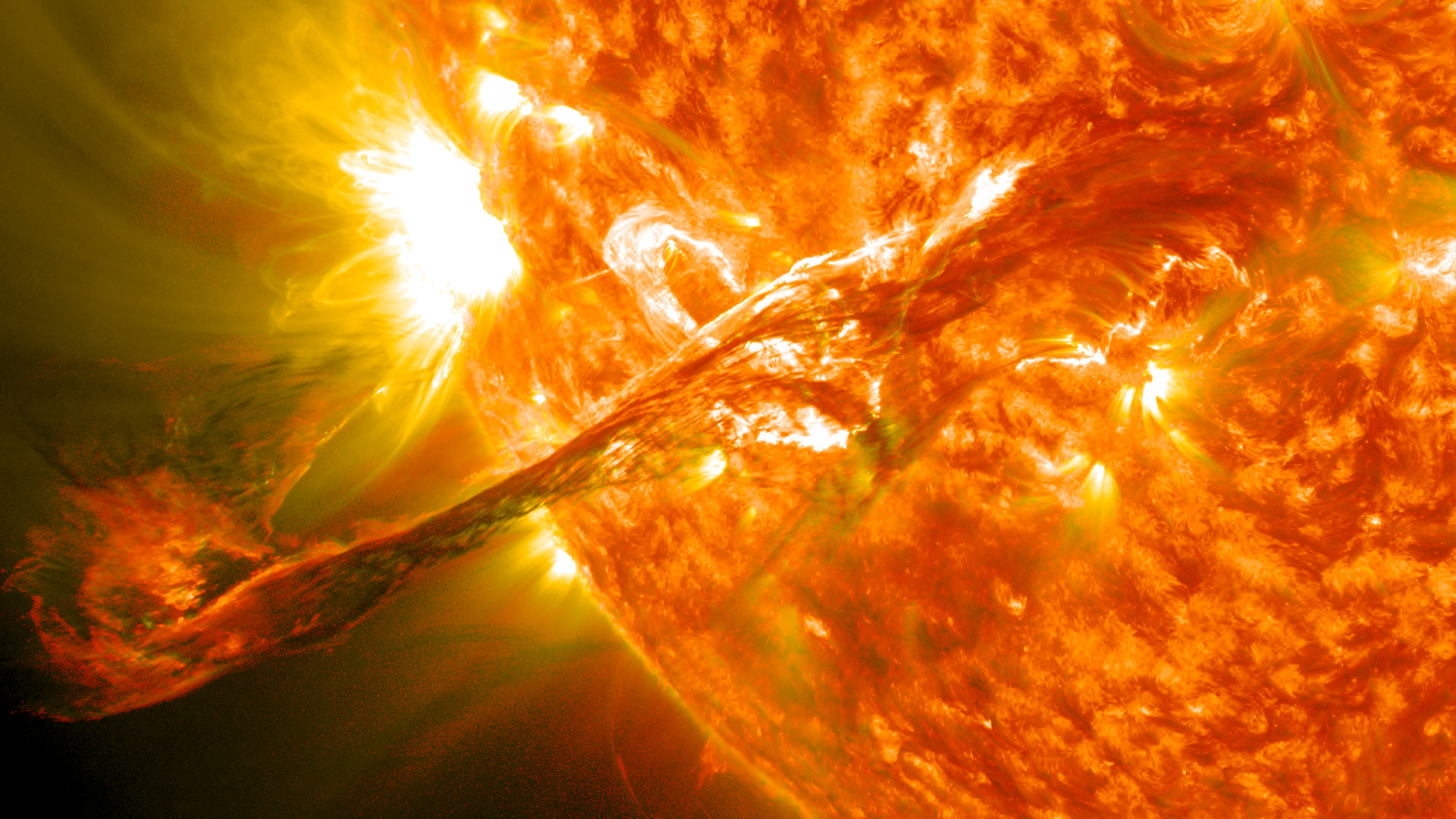
O Sol em atividade. Note a erupção liberando matéria no espaço, chamada de ejeção de massa coronal.

O componente central e principal fonte de energia do Sistema Solar, o Sol, embora seja o astro mais luminoso quando visto do nosso planeta, é uma estrela relativamente pequena e comum na Via Láctea, com um raio de aproximadamente setecentos mil quilômetros. É constituído essencialmente por hidrogênio e hélio ionizados, mantidos coesos sob forma aproximadamente esférica graças à ação da gravidade. Consequentemente, a imensa pressão e temperatura em seu núcleo são suficientes para que ocorra o processo de fusão nuclear, no qual há a conversão de núcleos de hidrogênio em núcleos de hélio e liberação de energia. A estrela emite radiação em praticamente todo o espectro eletromagnético, sobretudo na forma de luz visível.
Dentre as camadas que compõem o Sol, o núcleo, onde ocorrem as reações de fusão, é a mais interna, atingindo uma temperatura de cerca de quinze milhões de graus Celsius. A energia produzida nessa região transfere-se para a zona de radiação, através da qual atinge a camada subsequente, denominada zona convectiva, que, por sua vez, a transporta até a fotosfera, a superfície visível do Sol por onde escapa a radiação que ilumina todo o Sistema Solar. O campo magnético da estrela faz com que surjam manchas (regiões mais escuras na fotosfera) e proeminências solares que, por sua vez, podem dar origem a uma ejeção de massa coronal. Tais eventos estão geralmente associados aos ciclos solares, cujo pico de atividade ocorre a cada onze anos. Circundando o Sol encontram-se a cromosfera e a coroa solar, duas camadas de gases que constituem a atmosfera da estrela, praticamente invisíveis por conta do ofuscamento provocado pelo brilho superficial. Dessa coroa emanam correntes de partículas eletricamente carregadas, a uma temperatura de dois milhões de graus Celsius, responsáveis pelo vento solar que se espalha com grande velocidade e atinge os confins do sistema.
| Corpo    | Diâmetro (km) | Distância média do Sol (km) |
| -------- | ------------- | --------------------------- |
| Sol      | 1 391 000     | 0                           |
| Mercúrio | 4 880         | 57 910 000                  |
| Vênus    | 12 104        | 108 200 000                 |
| Terra    | 12 756        | 149 600 000                 |
| Marte    | 6 794         | 227 940 000                 |
| Júpiter  | 142 984       | 778 330 000                 |
| Saturno  | 120 536       | 1 429 400 000               |
| Urano    | 51 118        | 2 870 990 000               |
| Netuno   | 49 532        | 4 504 000 000               |

### Planetas telúricos

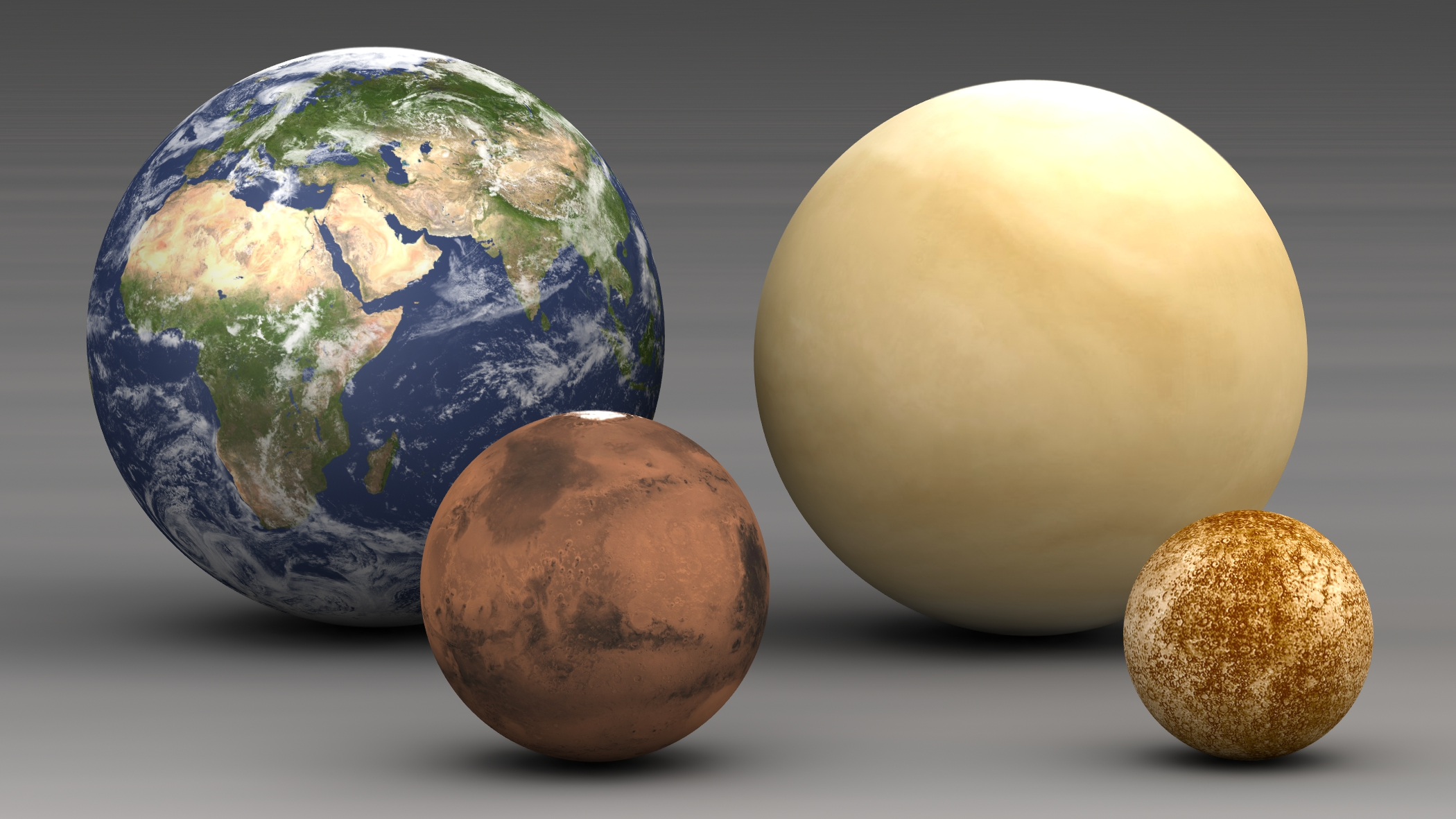
Comparação de tamanho entre os planetas telúricos

Os quatro planetas mais próximos do Sol constituem o grupo dos planetas telúricos e têm como características comuns a presença de crostas sólidas formadas sobretudo por silicatos, além de núcleos cuja composição possui elevada porcentagem de ferro. Durante o período de formação planetária, a ausência de gelo na região mais interior do sistema e a massa modesta desses corpos não favoreceram a retenção de gases da nebulosa solar, razão pela qual são essencialmente rochosos. Nenhum apresenta um sistema de anéis planetários e somente a Terra e Marte possuem satélites naturais. Mercúrio tem uma atmosfera extremamente rarefeita, em contraste com a espessa camada de gases que envolve o planeta Vênus. A atmosfera terrestre, por sua vez, possui uma composição peculiar devido à presença de seres vivos que com ela interagem, transformando-a, enquanto a de Marte mostra-se bastante rarefeita, embora seja provável que outrora tenha sido espessa o suficiente para garantir a presença de água em estado líquido.

#### Mercúrio

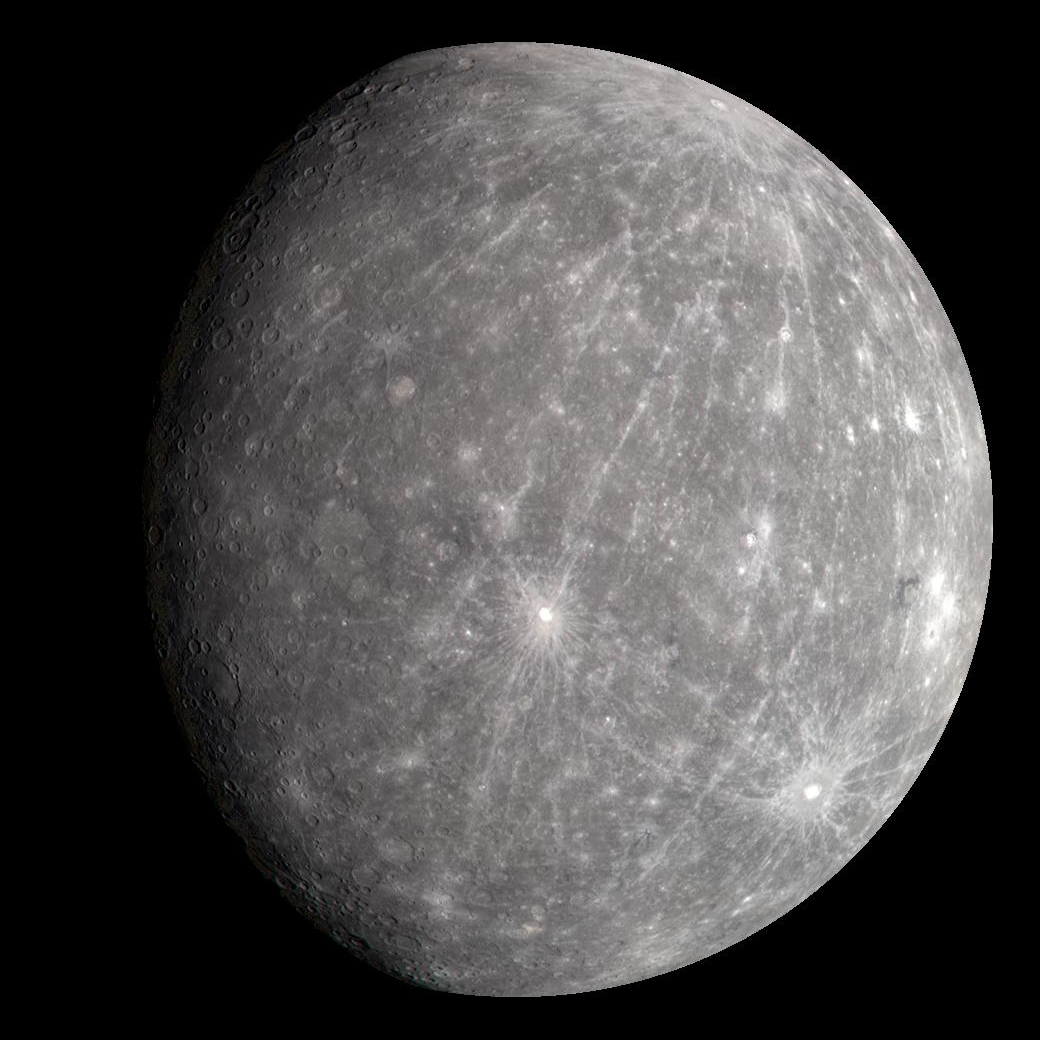
O planeta Mercúrio

O planeta mais próximo do Sol, que gasta somente oitenta e oito dias para completar seu período de translação, possui uma aparência acinzentada com inúmeras marcas de impactos que lembram a superfície lunar. Na topografia de Mercúrio, destacam-se as áreas planas, as crateras de impacto e as cadeias montanhosas sinuosas, formadas pela contração da crosta durante o período de resfriamento do planeta. Mercúrio possui uma atmosfera extremamente rarefeita, formada somente de partículas retidas do vento solar que logo se perdem devido à intensa radiação oriunda da estrela. Por isso, a temperatura na superfície chega a ultrapassar 420 graus Celsius durante o dia e cai drasticamente durante a noite, atingindo -180 °C. Também por causa da ausência de uma atmosfera substancial que pudesse desencadear processos erosivos, conservaram-se registros dos impactos de meteoroides, asteroides e cometas que ocorreram há bilhões de anos e que deixaram marcas por vezes extensas, como a bacia Caloris, com mais de 1 500 quilômetros de diâmetro. Mercúrio é o segundo planeta mais denso do Sistema Solar, com um núcleo metálico cujo raio equivale a 75% do total do planeta e que é responsável pela manutenção de um fraco campo magnético. Existem evidências da presença de água sob a forma de gelo em crateras profundas nos polos norte e sul que nunca recebem a luz do Sol diretamente.

#### Vênus/Vénus

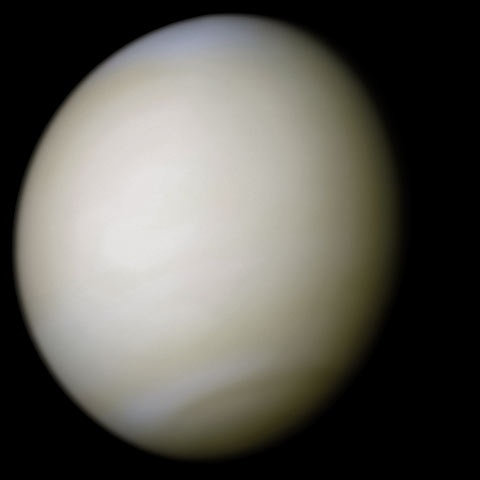
O planeta Vênus

O segundo planeta a partir do Sol possui tamanho, composição e massa similares à Terra. Contudo, o seu período de rotação é de 243 dias, superior ao tempo que Vênus leva a completar uma órbita ao redor do Sol, pelo que um dia venusiano é mais longo que um ano venusiano. Apesar de o núcleo ferroso de Vênus ser similar ao da Terra, a rotação extremamente lenta de Vênus não permite a existência de um campo magnético. A atmosfera venusiana, extraordinariamente espessa e violenta, é composta primariamente por dióxido de carbono e vapores de ácido sulfúrico na forma de nuvens permanentes que envolvem todo o planeta. Como consequência, além de uma intensa pressão atmosférica (noventa vezes superior à pressão atmosférica terrestre), ocorre um superefeito estufa que faz com que a temperatura na superfície atinja mais de 470 graus Celsius.
A cobertura permanente de nuvens impede a observação direta das características da superfície, pelo que o seu mapeamento é efetuado por meio de radar e de sondas enviadas ao planeta. Tais pesquisas sugerem que o relevo de Vênus foi alterado em quase sua totalidade por ação da atividade vulcânica entre trezentos e quinhentos milhões de anos atrás. Em seu estado atual destacam-se duas regiões elevadas, a Terra de Ishtar e a Terra de Afrodite, além dos Montes Maxwell, um maciço montanhoso onde se localiza o ponto mais alto do planeta, comparável ao Monte Everest na Terra. Na geografia do planeta são igualmente característicos diversos canais que se estendem por milhares de quilômetros, criados por fluxos de lava.

#### Terra

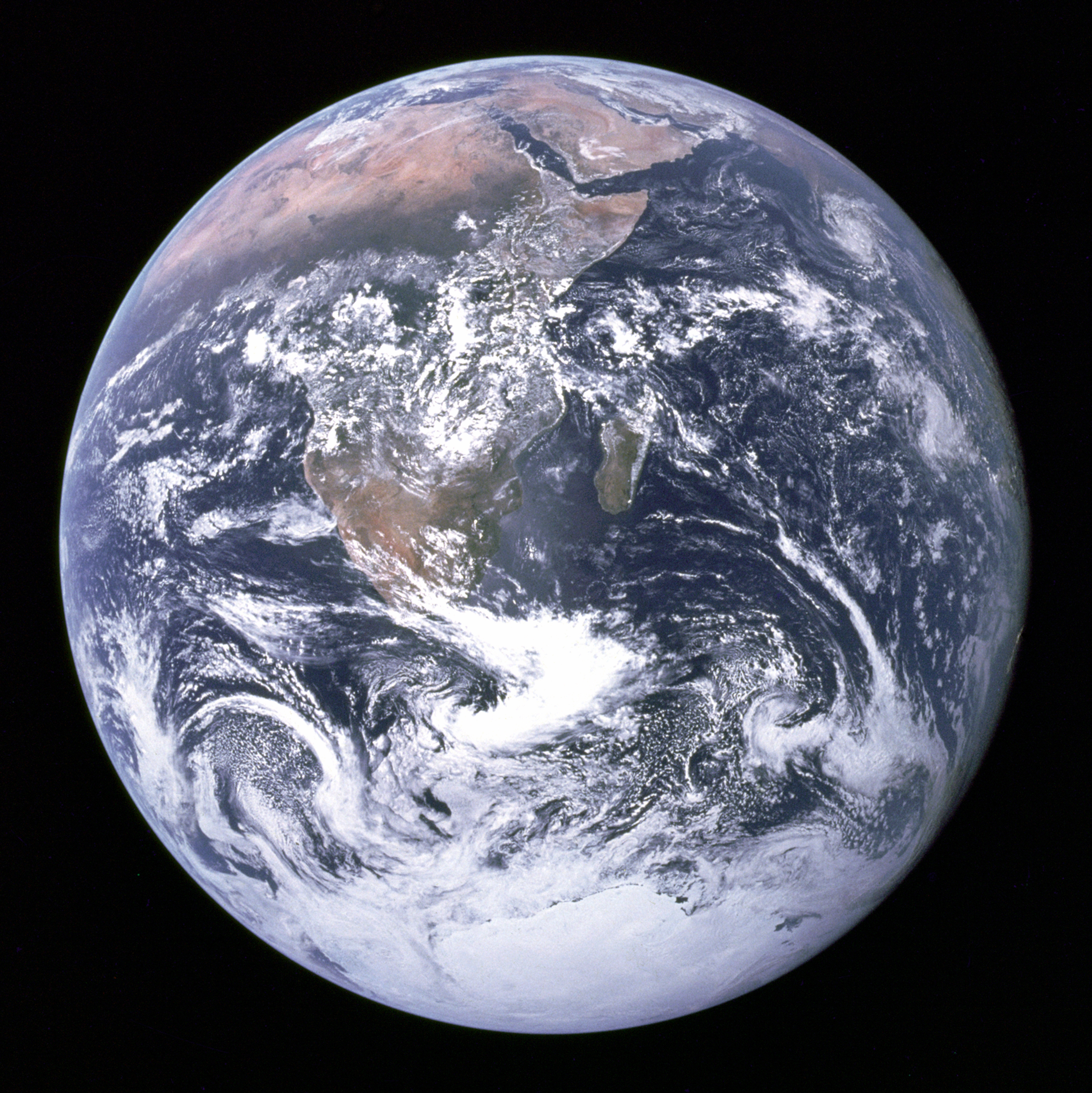
A Terra fotografada pela Apollo 17

O maior planeta telúrico e o quinto maior do Sistema Solar, é o terceiro a contar do Sol. Seu núcleo é constituído principalmente por ferro, ao redor do qual encontra-se uma camada de rochas fundidas, por sua vez cercada por uma crosta relativamente fina e dividida em placas tectônicas em constante movimento, responsáveis pelas atividades sísmica e  vulcânica na Terra. O núcleo metálico e a rotação do planeta permitem a formação de um substancial campo magnético. Com mais de setenta por cento de sua superfície coberta por água, a Terra apresenta uma peculiaridade em relação aos demais planetas, já que é o único conhecido a abrigar vida. Os seres que nele habitam influenciam a composição e a dinâmica da atmosfera terrestre, formada principalmente por nitrogênio e oxigênio. A inclinação do eixo de rotação é responsável pela ocorrência de estações que regulam o clima.
Nosso planeta possui somente um satélite natural, a Lua. Como praticamente não possui atmosfera nem está sujeita a outros agentes erosivos, a superfície lunar encontra-se coberta por marcas de impacto de outros corpos na forma de inúmeras crateras. Visualmente, a Lua é dividida em duas regiões conforme sua coloração: as terras altas, geralmente mais claras, e os mares, bacias de impacto preenchidas com lava que se mostram mais escuras. O período de rotação do satélite (cerca de 27 dias) é exatamente igual ao período de translação em torno da Terra, o que faz com que a Lua tenha sempre a mesma face voltada para o planeta (fenômeno denominado rotação sincronizada). Dentre as influências que a presença da Lua provoca na Terra, pode-se ressaltar a ocorrência das marés e a estabilidade no eixo de rotação do planeta. As primeiras sondas para explorar o satélite foram enviadas em 1959 e, dez anos depois, uma missão tripulada veio a realizar uma alunissagem, o que fez da Lua o primeiro e único corpo celeste visitado por humanos até o presente.

#### Marte

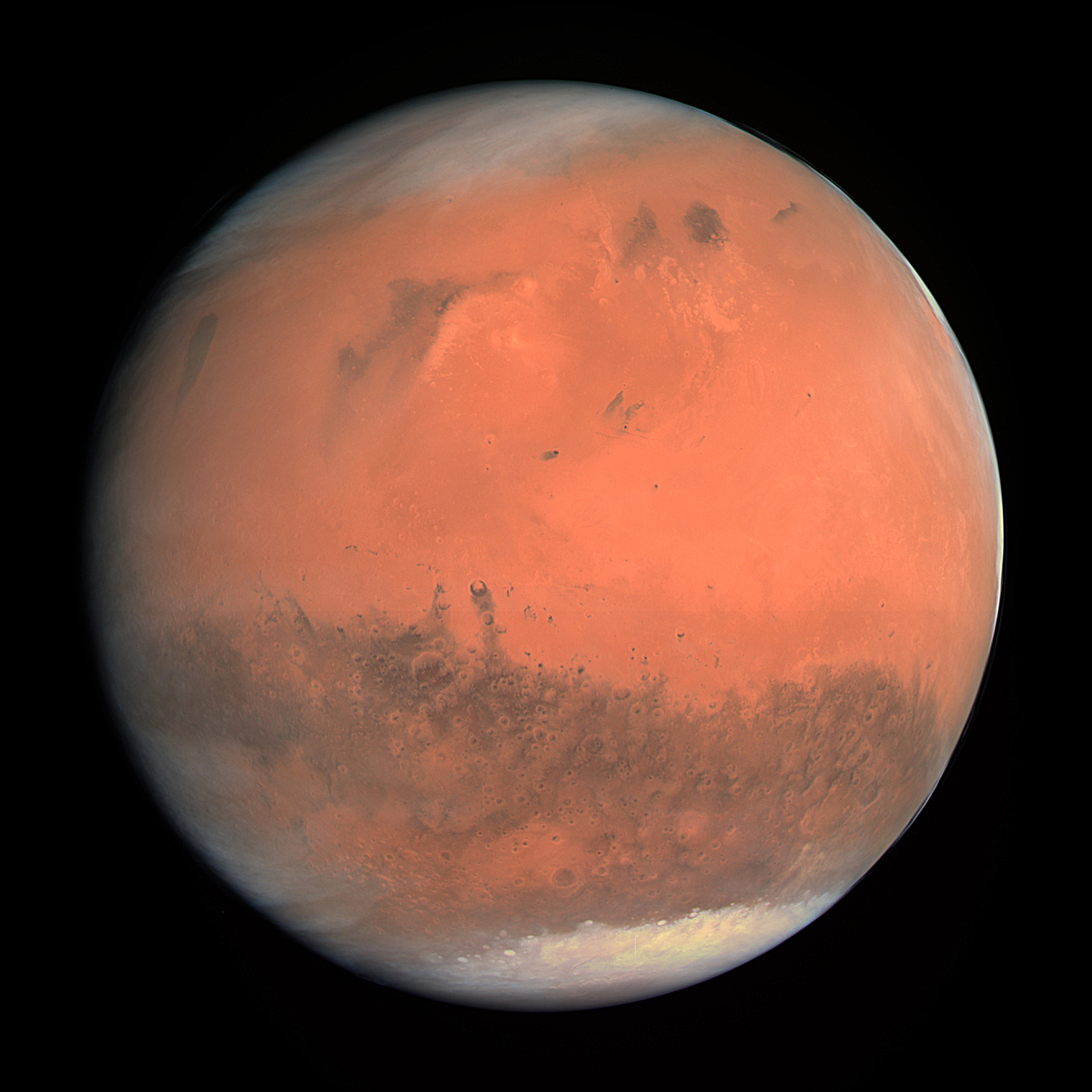
Marte, o planeta vermelho

O planeta telúrico mais afastado do Sol passou a ser um mundo intrigante a partir do advento das observações telescópicas. Exibindo calotas polares variáveis e características superficiais mutantes, levantava suspeitas da possível existência de vida fora da Terra. Contudo, após o envio de sondas e exploradores robóticos, descobriu-se que Marte é um planeta desértico e não se constatou a existência de seres vivos. Entretanto, a sonda Mars Reconnaissance Orbiter revelou veios de água salgada que fluem em regiões montanhosas nos meses mais quentes do planeta, aumentando a possibilidade da existência de vida micro-orgânica. Com metade do tamanho da Terra, apresenta acidentes geográficos notáveis, como o Monte Olimpo, o maior vulcão extinto do Sistema Solar, com altitude três vezes maior do que a do Monte Everest, e o Valles Marineris, um sistema de cânions que se estende por mais de três mil quilômetros na região equatorial.
A atmosfera marciana, embora bem mais rarefeita do que a atmosfera terrestre, pode apresentar tempestades globais durante semanas, que levantam a poeira da superfície (rica em minérios de ferro, daí a coloração avermelhada predominante) e alteram completamente as características visuais do planeta. Por vezes formam-se nuvens de vapor de água e neblina sobre vales e crateras, provocando eventuais precipitações sob a forma de neve nas calotas polares. Evidências geológicas sugerem que Marte já foi um planeta rico em água, cuja quantidade teria sido suficiente para escavar os vales existentes atualmente, o que reforça também a possibilidade de o planeta, em determinado momento de sua história, ter abrigado alguma forma de vida. Marte possui dois satélites naturais, Fobos e Deimos, ambos de reduzidas dimensões e formato irregular, tratando-se provavelmente de asteroides capturados pela gravidade do planeta.

### Planeta-anão noCinturão de Asteroides

#### Ceres

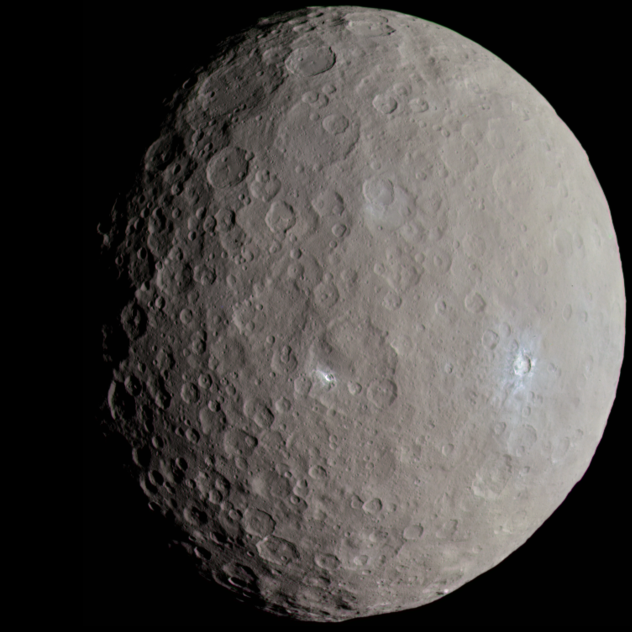
Ceres fotografado pela sonda Dawn em maio de 2015

Ceres é o maior objeto no cinturão de asteroides entre Marte e Júpiter, com 952 km de diâmetro, e o único planeta anão localizado no sistema solar interno. Foi o primeiro membro do cinturão de asteroides a ser descoberto quando Giuseppe Piazzi o avistou em 1801. E quando Dawn chegou em 2015, Ceres se tornou o primeiro planeta anão a receber a visita de uma nave espacial. Este planeta leva 1 682 dias terrestres, ou 4,6 anos terrestres, para fazer uma viagem ao redor do Sol. Ele completa uma rotação a cada 9 horas, tornando a duração do seu dia uma das mais curtas do Sistema Solar. Sua superfície é coberta por crateras pequenas e jovens, mas nenhuma tem mais de 280 quilômetros de diâmetro. Isso é surpreendente, dado que o planeta anão deve ter sido atingido por vários grandes asteroides durante sua vida de 4,5 bilhões de anos.

### Planetas gigantes

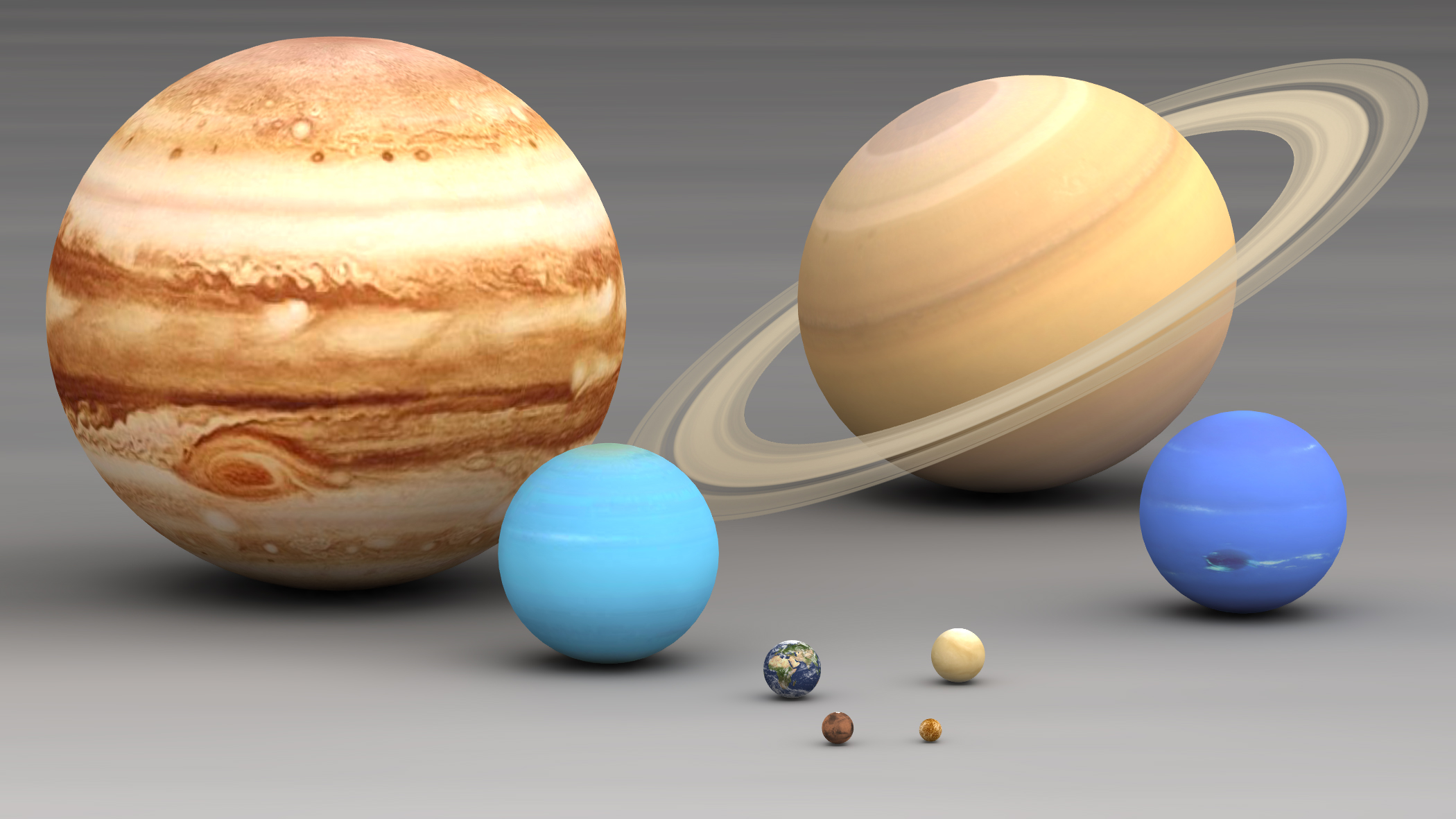
Os oito planetas do Sistema Solar em escala

Os quatro maiores e mais afastados planetas do Sistema Solar formam o grupo dos gigantes gasosos, todos com dimensões consideravelmente superiores às da Terra. Seu tamanho e constituição distinguem-nos dos telúricos, pelo que também recebem a denominação de planetas jovianos, em alusão ao maior componente deste conjunto, Júpiter (ou Jovis). Formados principalmente por hidrogênio e hélio além de uma pequena fração de elementos mais pesados, possuem baixa densidade. Apesar de estarem afastados do Sol, o calor irradiado de seus interiores aliado a sua composição gasosa faz com que suas atmosferas sejam extremamente espessas e turbulentas, não existindo uma superfície definida em tais corpos. Também possuem em comum um núcleo rochoso, possivelmente com dimensões comparáveis ao da Terra, que seria o componente original dos planetas antes da absorção de gases e gelo durante sua formação. Todos eles apresentam igualmente numerosos satélites naturais e sistemas de anéis, além de campos magnéticos. Os dois mais distantes do Sol, Urano e Netuno, são por vezes denominados gigantes de gelo, dada a sua composição diferenciada em relação aos outros planetas gasosos.

#### Júpiter

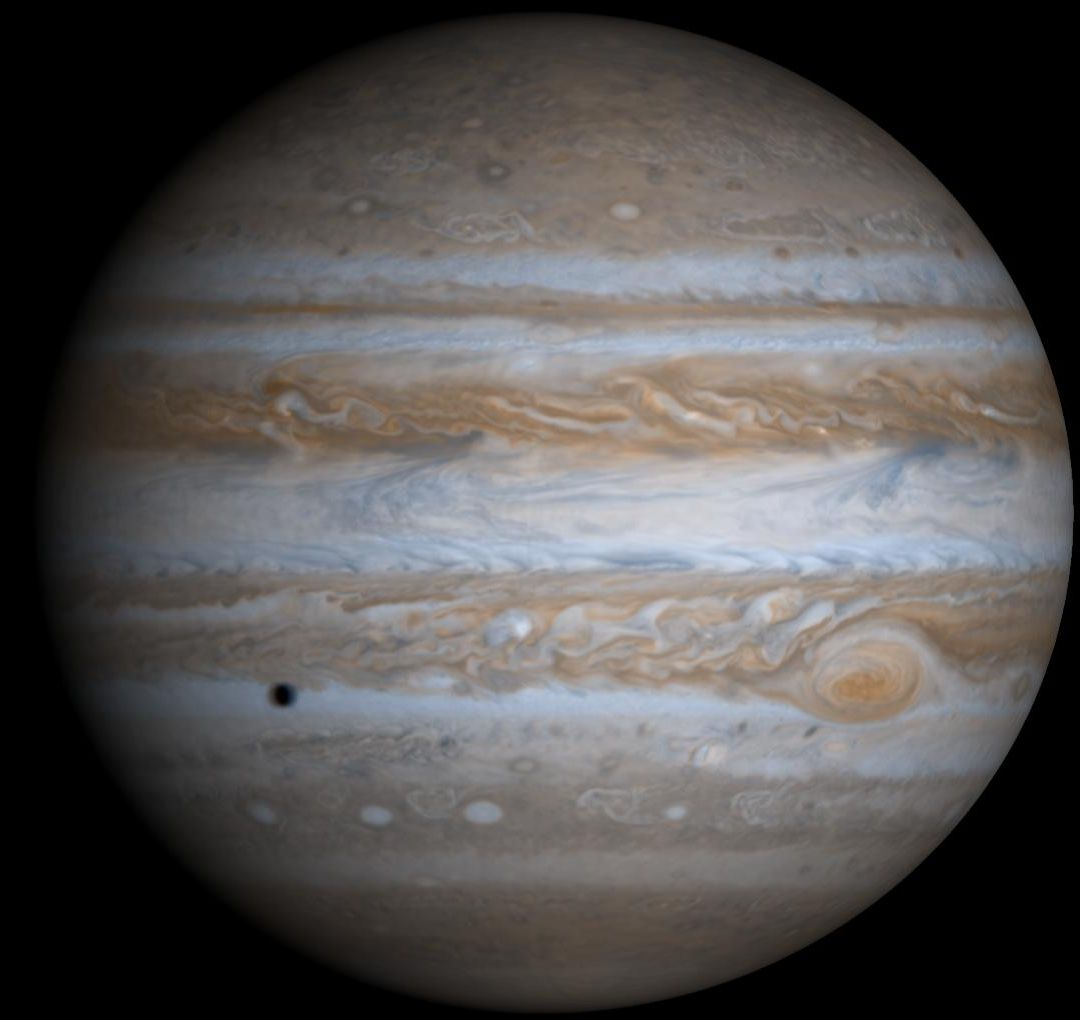
Júpiter, com a Grande Mancha Vermelha proeminente em sua parte sul. A mancha escura é a sombra projetada por Europa, um satélite natural.

O maior e mais massivo planeta do Sistema Solar exibe peculiares faixas multicoloridas criadas por fortíssimos ventos que percorrem faixas longitudinais na parte superior de sua atmosfera. Frequentemente surgem nessas bandas vórtices e sistemas de tempestades circulares, como a Grande Mancha Vermelha, uma tormenta maior que a Terra que já dura por séculos. Dentre os gases que compõem sua atmosfera, hidrogênio e hélio são os mais abundantes, seguidos por pequenas frações de vapor d'água, metano e amônia. Nas camadas gasosas inferiores do planeta, a pressão atmosférica é suficiente para liquefazer o hidrogênio. Já nas camadas mais internas do planeta, o mesmo elemento adquire propriedades metálicas e se torna eletricamente condutivo, dando origem, através do fluxo de cargas elétricas, a um poderoso campo magnético cuja intensidade é vinte mil vezes superior ao que é produzido pela Terra.
O número total de satélites naturais de Júpiter excede 60, sendo que os quatro maiores e mais notáveis recebem a denominação particular de luas galileanas, por ter sido Galileu Galilei quem as primeiro observou por meio de um telescópio em 1610. Numa órbita interior à dos outros três, Io é o corpo geologicamente mais ativo do Sistema Solar, com vários vulcões continuamente renovando a matéria em sua superfície. Europa atrai especial atenção devido à expectativa de que alguma forma de vida habite o imenso oceano de água em estado líquido (cujo volume pode exceder o dobro de toda a água da Terra) que se considera existir sob a camada de gelo que envolve a lua. Ganimedes, o maior satélite natural no Sistema Solar e o único que mantém seu próprio campo magnético, ultrapassa as dimensões de Mercúrio. Por fim, a superfície extremamente antiga e repleta de crateras de Calisto é uma recordação visível dos eventos que ocorreram no início da história do Sistema Solar. Outra peculiaridade desses satélites são suas interações gravitacionais; Io, por exemplo, oscila entre a atração gravitacional exercida por Júpiter e a que sofre por parte de Europa e Ganimedes. Tal como acontece com a Lua, que mostra sempre a mesma face voltada para a Terra, também as luas de Galileu apresentam uma rotação sincronizada com Júpiter, provocando o mesmo efeito. O planeta possui ainda um tênue sistema de anéis, de difícil observação por ser formado de minúsculas partículas de baixo albedo.

#### Saturno

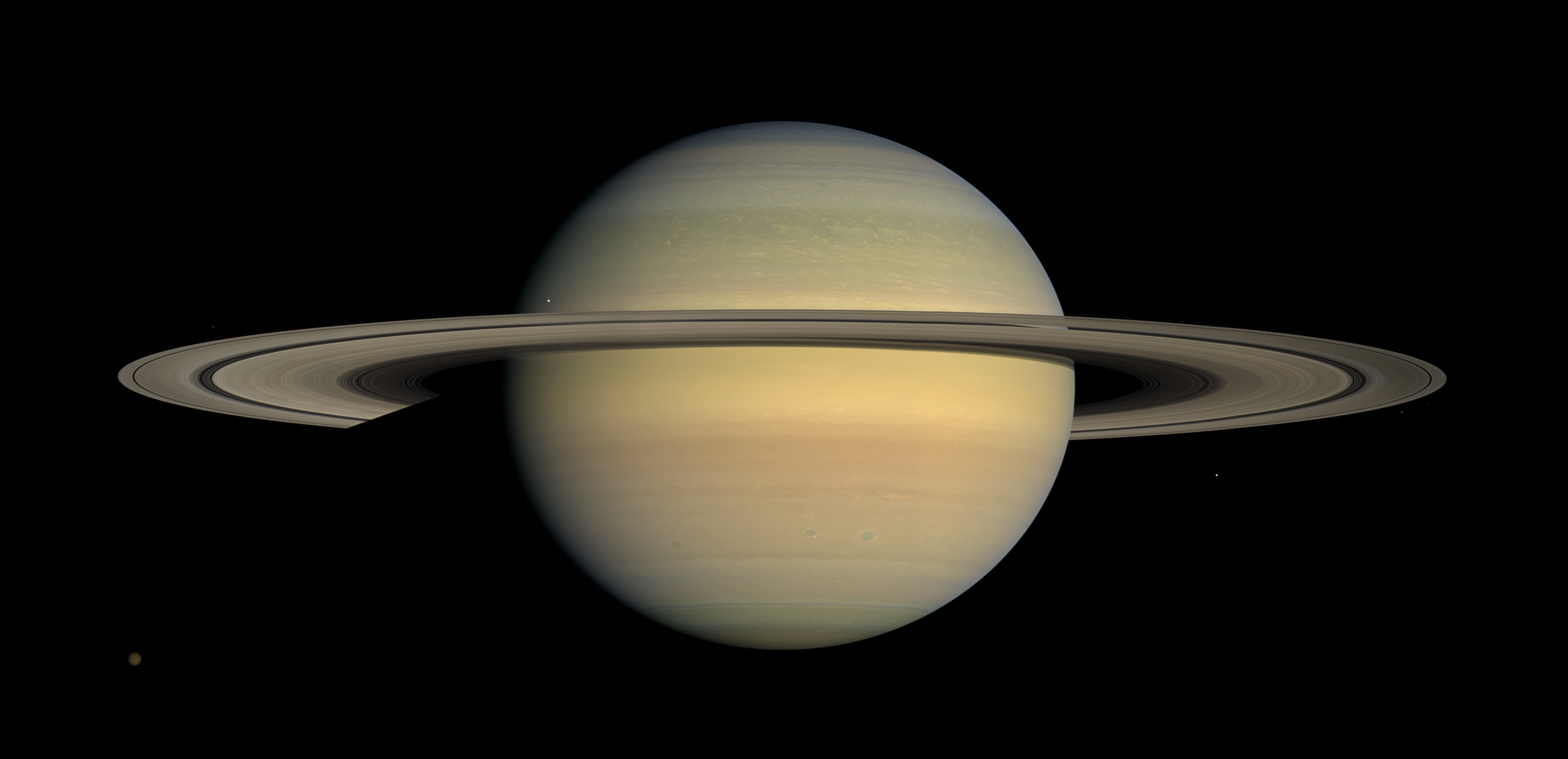
O planeta Saturno

O segundo maior planeta do Sistema Solar possui uma composição semelhante à de Júpiter, rica em hidrogênio e hélio. Sua atmosfera, em função do calor irradiado do interior de Saturno, apresenta-se em constante turbulência, com ventos de mais de 1 800 quilômetros por hora que criam bandas visíveis nas suas camadas superiores em tons de amarelo e dourado. Embora mais fraco que o de Júpiter, o campo magnético do planeta ainda é quinhentas vezes mais intenso que o terrestre. Contudo, a característica mais notável de Saturno é seu impressionante sistema de anéis, formado essencialmente por fragmentos de gelo que se espalham por faixas, com milhares de quilômetros de extensão e paralelo ao equador do planeta. Sua espessura média é de apenas dez metros, nunca excedendo 1,5 quilômetro, e a maioria dos corpos que o compõem apresentam tipicamente dimensões entre um centímetro e dez metros.
Os satélites naturais de Saturno ostentam peculiaridades únicas no Sistema Solar. O maior deles, Titã, é envolvido por uma espessa atmosfera composta principalmente de nitrogênio, provavelmente similar à da Terra antes do surgimento das primeiras formas de vida. Jápeto possui um hemisfério com coloração brilhante e outro escuro, além de uma cordilheira que se estende exatamente sobre seu equador. Mimas apresenta uma cratera gigantesca resultante de um impacto que quase rompeu o satélite ao meio. Rico em gelo, Encélado mostra indícios de atividade vulcânica, com ejeções de vapor de água no hemisfério sul. No total, Saturno possui 53 satélites naturais, muitos deles descobertos somente através de sondas espaciais.

#### Urano

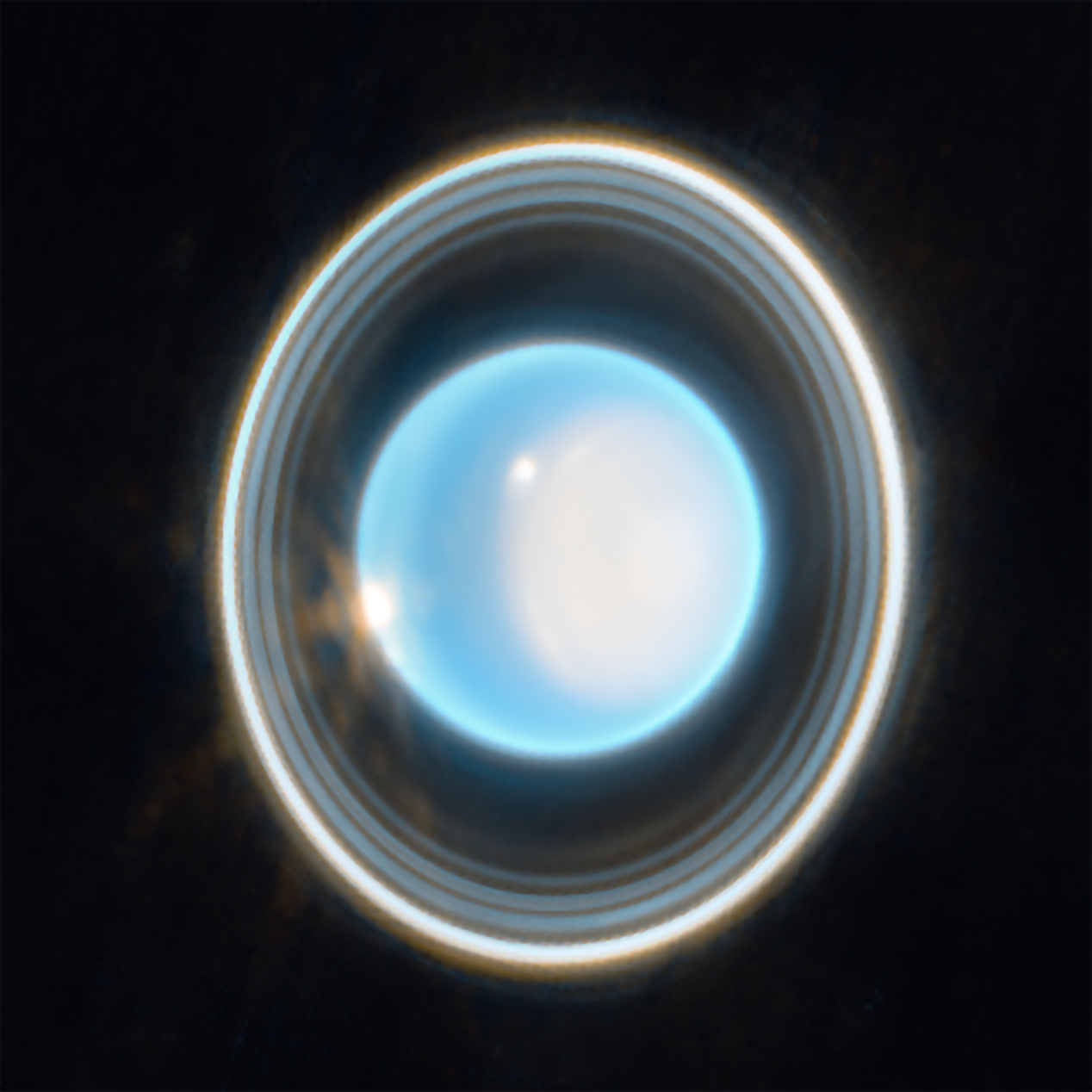
O planeta Urano

O sétimo planeta a partir do Sol foi o primeiro a ser descoberto com o auxílio de um telescópio em 1781. À semelhança de Vênus, o sentido de rotação de Urano é retrógrado relativamente ao da maioria dos corpos do Sistema Solar. Além disso, seu eixo de rotação é extremamente inclinado, fazendo com que cada um dos polos do planeta fique diretamente voltado para o Sol durante um longo período. A atmosfera de Urano, formada principalmente de hidrogênio e hélio, além de uma pequena quantidade de metano (responsável pela coloração azul-esverdeada) e água, mostra-se dinâmica conforme as mudanças de estação do planeta. No seu interior, possivelmente se aloja uma camada líquida de água, metano e amônia. Também possui um sistema de anéis com faixas estreitas e composto por partículas escuras nos anéis mais internos e brilhantes nos mais externos.
Os satélites naturais de Urano, que totalizam 27, foram designados segundo os nomes de personagens das obras de William Shakespeare e da sátira The Rape of the Lock ("O Rapto da Madeixa") de Alexander Pope, exceção à prática mais corrente de se associarem às luas nomes de figuras da mitologia greco-romana. Oberon e Titânia são os maiores corpos que orbitam o planeta, enquanto Ariel tem a superfície mais brilhante e possivelmente a mais recente dentre os satélites de Urano, com poucas crateras de impacto. Miranda, por sua vez, apresenta intrigantes cânions onde áreas cuja superfície parece antiga se estendem ao lado de outras de aspecto recente. Todos estes satélites aparentam ser formados de uma mistura entre rochas e gelo. Os demais corpos ao redor de Urano provavelmente são asteroides capturados pela gravidade do planeta.

#### Netuno/Neptuno

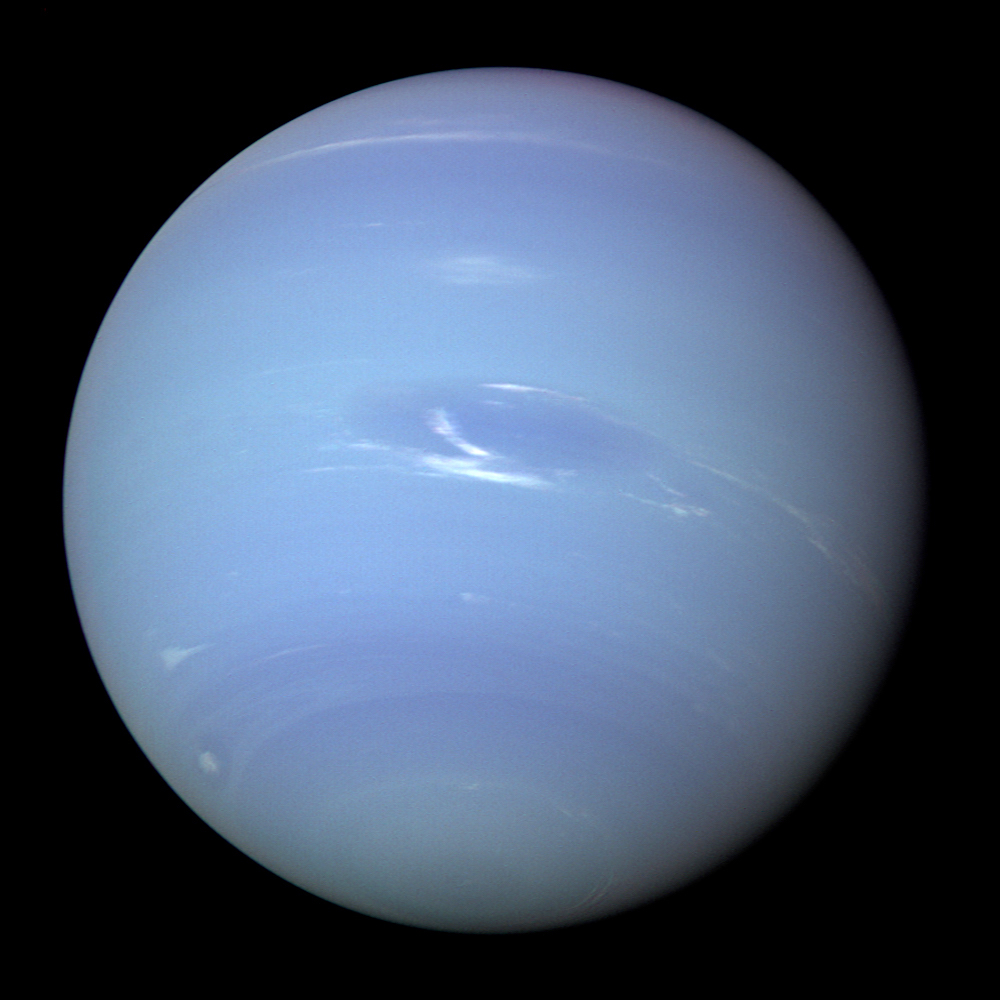
Netuno fotografado pela Voyager 2, com a sua Grande Mancha Escura próxima ao centro da imagem.

O gigante e gelado Netuno é o planeta mais afastado do Sol e foi o primeiro a ser localizado a partir de cálculos matemáticos em vez de observações regulares do céu. Sua busca foi motivada por se terem constatado irregularidades na órbita de Urano que só poderiam ser explicadas pela interação com um corpo de massa considerável ainda desconhecido. Observações subsequentes da área onde Netuno se deveria encontrar, segundo os resultados calculados, vieram comprovar a sua existência. A extremamente violenta atmosfera netuniana, com ventos cuja velocidade máxima de 1 200 km/h excede nove vezes a dos mais intensos que ocorrem na Terra, apresenta relevante porcentagem de metano, responsável por sua coloração azulada. Frequentemente surgem sistemas de tempestades circulares no planeta, como a grande mancha escura, um sistema anticiclônico maior que a Terra que desapareceu alguns anos após ser fotografado pela sonda Voyager 2. Presume-se que as camadas intermediárias de Netuno sejam formadas por compostos gelados, como amônia e água, ao redor de um núcleo rochoso.
Dos quatorze satélites naturais conhecidos de Netuno, o maior e mais intrigante é Tritão, que orbita o planeta em direção oposta à dos demais, o que sugere que tenha sido capturado pelo planeta no passado distante. Apesar de extremamente gelado (com temperaturas inferiores a -230 graus Celsius), apresenta formações semelhantes a gêiseres que expelem gelo da superfície a uma altura de 8 km, além de uma tênue atmosfera que, por razões desconhecidas, está se tornando mais quente. Muitas das outras luas são pequenas e escuras, razão pela qual foram descobertas somente após o envio de sondas espaciais. O sistema de anéis do planeta exibe diversas irregularidades, sendo preenchido de forma muito desigual, que não só apresentam indícios de serem recentes como também efêmeras.

### Planetas-anões transnetunianos
Desde que foi encontrado em 1930, Plutão permaneceu sendo o nono planeta do Sistema Solar, até que a descoberta em 2005 de um novo corpo celeste, posteriormente denominado Éris, de dimensões semelhantes, colocou em xeque a definição do que de fato seria um planeta. As discussões prosseguiram até o ano seguinte, quando se decidiu criar uma categoria distinta para esses corpos, maiores que asteroides, mas substancialmente menores que os demais planetas. Passaram a partir de então a ser denominados planetas anões e caracterizam-se por, embora sejam esféricos como um planeta, suas dimensões reduzidas tornarem-nos incapazes de varrer sua órbita, ou seja, sua força gravitacional não é suficiente para atrair corpos menores nas proximidades. Atualmente encontram-se nessa categoria cinco corpos celestes, dentre os quais apenas um se localiza entre as órbitas de Marte e Júpiter (Ceres), enquanto os demais se encontram próximos ou além da órbita de Netuno; estes últimos recebem a denominação particular de plutinos em alusão à importância histórica do antigo planeta.

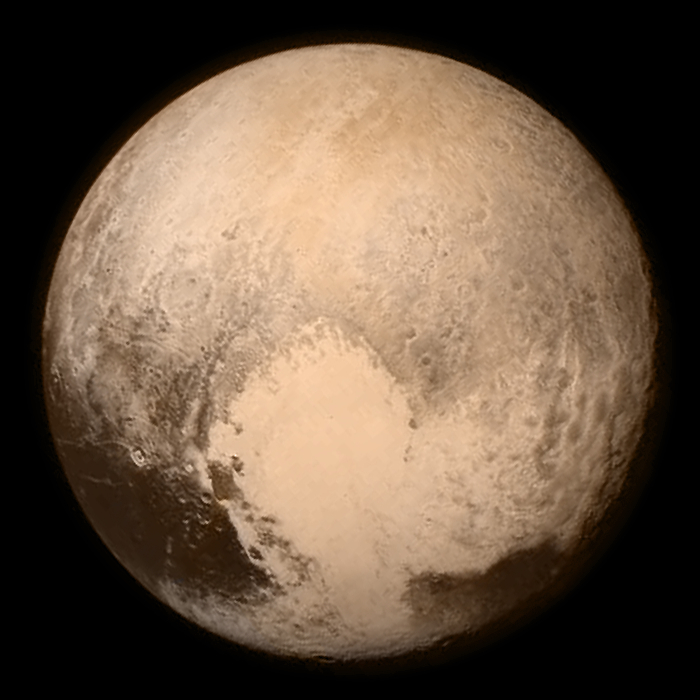
Plutão fotografado pela sonda New Horizons

#### Plutão
Plutão, o maior planeta anão do Sistema Solar, tem 2 374 km de diâmetro. Foi descoberto em 1930 e por muito tempo foi considerado um desajustado ou uma anomalia no Sistema Solar. No entanto, a descoberta de 1992 do Cinturão de Kuiper - uma região em forma de toro além da órbita de Netuno e a maior estrutura em nosso sistema planetário de três zonas - forneceu um novo contexto, mostrando Plutão como o maior de uma nova classe de pequenos planetas formados no Sistema Solar externo durante a antiga era de acréscimo planetário, ~ 4,5 bilhões de anos atrás. Em 14 de julho de 2015, a nave espacial New Horizons da NASA fez seu voo histórico através do sistema de Plutão - fornecendo imagens mais detalhadas do planeta anão e de suas luas e coletando outros dados que transformaram nossa compreensão desses mundos na fronteira externa do Sistema Solar. Este planeta possui cinco satélites naturais: Caronte, Hidra, Nix, Cérbero e Estige. O maior deles é Caronte, que tem 1 212 quilômetros de diâmetro, cerca da metade que o planeta que orbita; as outras luas, Hídra, Nix, Cérbero e Estige têm 61, 46, 28 e 20 quilômetros de diâmetro, respectivamente.

#### Haumea

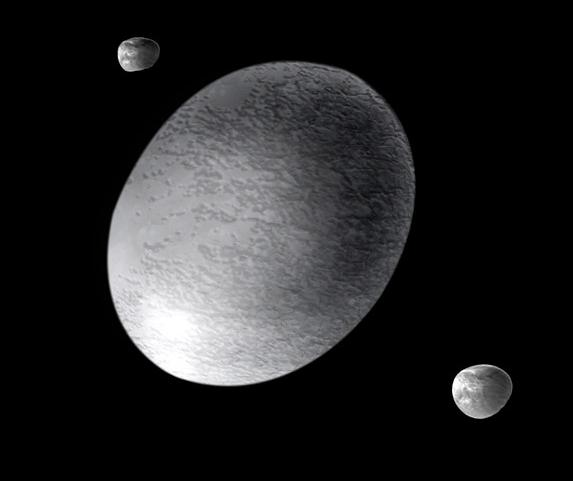
Impressão artística de Haumea

Haumea,  planeta anão de tamanho semelhante ao de Plutão, possui um dos mais curtos períodos de rotação do Sistema Solar (menos de quatro horas), o que provocou um alongamento do seu formato, dando-lhe uma aparência similar a uma bola de futebol americano; possui dois satélites naturais, Namaka e Hiʻiaka.

#### Makemake

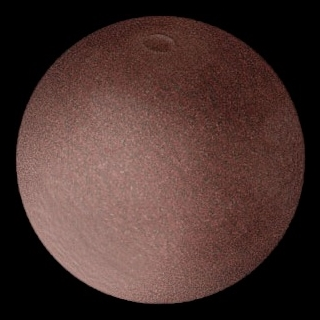
Impressão artística de Makemake

Makemake, planeta-anão que contém metano e etano em sua superfície, além de uma coloração avermelhada atribuída à interação desses compostos com a radiação ultravioleta do Sol. Embora tenha dois terços do tamanho de Plutão, é o maior cubewano conhecido e o segundo objeto mais brilhante no cinturão depois de Plutão, graças ao seu albedo muito alto. Ao contrário de outros objetos transnetunianos, é relativamente desprovido de gelo de nitrogênio. O planeta anão tem um período de revolução de pouco mais de 300 anos, inclinado 29° em relação ao plano da eclíptica, e possui pelo menos um satélite, S/2015 (136472) 1, apelidado de MK 2 enquanto se aguarda um nome final.

#### Éris

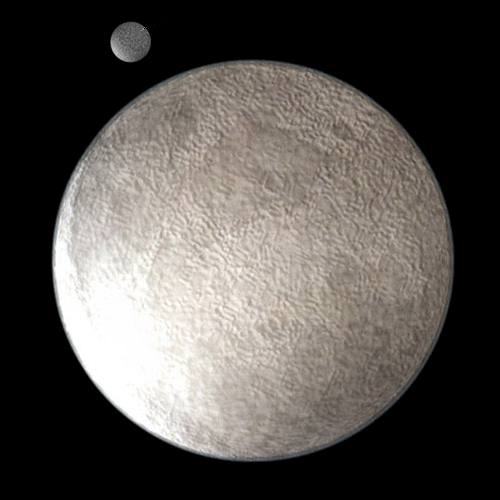
Impressão artística de Éris

Éris possui dimensões ligeiramente menores que as de Plutão mas maiores que as de Makemake e provavelmente a mesma composição. Originalmente apelidado de Xena, o planeta anão leva mais de quinhentos anos para completar seu período de translação e tem uma pequena lua, Disnomia.
Causou polêmica e então um esclarecimento sobre a condição de planeta ao ser descoberta, pois tem tamanho semelhante ao de Plutão, então considerado planeta, o que lhe valeu o nome da deusa grega da discórdia, Eris. É o segundo maior planeta anão do Sistema Solar, com 2 326 quilômetros de diâmetro, e o mais massivo, com massa 27% maior que a de Plutão Sua órbita é muito excêntrica, no periélio cerca de 38 UA e no afélio cerca de 97 UA, ou seja, uma excentricidade orbital de 0,44; também forma um grande ângulo com o plano da eclíptica, apresentando uma inclinação orbital maior que 44°271.

### Corpos menores
Por definição da União Astronômica Internacional, todos os corpos que não se enquadram na categoria de planetas ou de planetas anões, com exceção dos satélites naturais, devem ser referidos como corpos menores do Sistema Solar. Nesta classificação enquadram-se, portanto, os asteroides (concentrados sobretudo na região entre as órbitas de Marte e Júpiter), os fragmentos de gelo situados além da órbita de Netuno e os cometas, além dos incontáveis meteoroides e partículas de poeira que permeiam o espaço interplanetário.

#### Asteroides

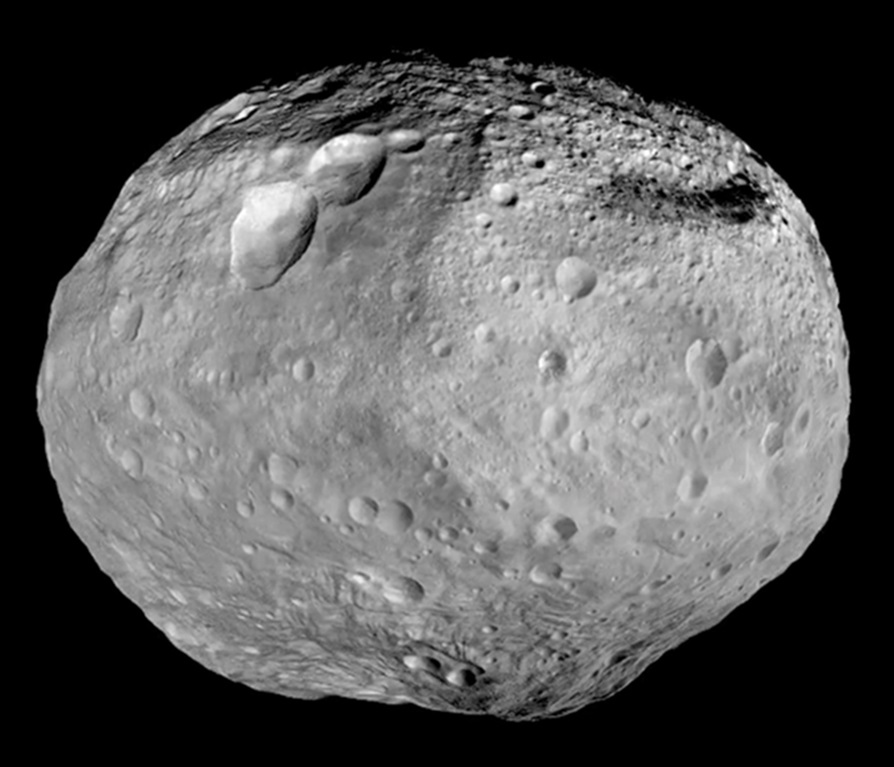
Vesta, o segundo maior asteroide do Sistema Solar, é considerado por vezes um planeta bebê em razão de suas dimensões e sua constituição.

Considerados fragmentos remanescentes da formação do Sistema Solar, os asteroides são corpos rochosos de formato irregular cujas dimensões variam de alguns metros a algumas centenas de quilômetros de diâmetro. Apesar de estarem catalogados mais de meio milhão desses objetos, acredita-se que o número real seja muito maior, embora se estime que a massa agregada de todos eles seja inferior à da Lua. De acordo com modelos computacionais, a gravidade de Júpiter não permitiu que a matéria presente entre sua órbita e a de Marte se aglomerasse e formasse um novo planeta na região, pelo que permaneceu fragmentada e circunscrita numa zona denominada Cinturão de Asteroides. Dentre seus componentes, mais de 150 possuem satélites naturais conhecidos ou formam sistemas binários. Logo após o planeta anão Ceres, Vesta é o maior asteroide do Sistema Solar, com um diâmetro aproximado de 530 quilômetros. A gravidade de Júpiter não só não permite que a distribuição de asteroides no cinturão seja uniforme, originando espaços relativamente vazios denominados Lacunas de Kirkwood, como também ocasionalmente altera a órbita de alguns desses corpos, direcionando-os para o interior do Sistema Solar. Colisões de asteroides com a Terra foram responsáveis por significativas alterações na história geológica e na evolução da vida em nosso planeta.
Certos grupos de asteroides compartilham a mesma órbita com um planeta, localizando-se sempre 60° à frente ou atrás nos respectivos pontos de Lagrange deste, formando seu grupo de troianos. Na órbita de Júpiter se encontra o mais expressivo grupo conhecido, com mais de seiscentos mil componentes (de extensão superior a um quilômetro) descobertos. Netuno, Urano, Marte, Terra e Vênus também possuem troianos. O primeiro troiano da Terra, designado de 2010 TK7, foi descoberto recentemente. Entre as órbitas de Júpiter e Netuno existem, ainda, asteroides de outra classe particular cujos componentes se denominam Centauros, que são oriundos da ejeção dos objetos do Cinturão de Kuiper durante a migração planetária. Contudo, ficam nessa região por um tempo relativamente curto, pois suas órbitas ou são alteradas pela gravidade dos planetas gigantes ou colidem com eles.
Alguns dos asteroides que se encontram na zona mais interior do Sistema Solar, aquém do Cinturão de Asteroides, constituem o grupo dos Objetos Próximos da Terra (NEO, sigla de Near Earth Objects), que, como o próprio nome indica, são asteroides cuja órbita aproxima-se substancialmente do nosso planeta. Formalmente os NEO são definidos como corpos cujo periélio ocorre a menos de 1,3 unidade astronômica, e são divididos em classes de acordo com suas características orbitais. O primeiro destes objetos a ser descoberto foi o asteroide Eros, que possui cerca de 33 quilômetros de comprimento. Entretanto, 9 567 objetos já haviam sido catalogados, até fevereiro de 2013, nas vizinhanças da órbita terrestre.
É provável que o evento de extinção em massa dos dinossauros ocorrido há 65 milhões de anos tenha sido causado pelo impacto de um asteroide com cerca de dez quilômetros de extensão, criando uma imensa cratera, o que evidencia o elevado poder de destruição de tais eventos de impacto. Em fevereiro de 2013 existiam 1 376 corpos referenciados por apresentarem um possível, embora extremamente remoto, risco de colisão com a Terra. Em consequência desta possibilidade diversos programas de observação, como o Lincoln Near-Earth Asteroid Research, o Near Earth Asteroid Tracking e o Lowell Observatory Near-Earth-Object Search, entre outros, fazem o monitoramento constante do céu, permitindo a descoberta de diversos corpos que possam representar uma ameaça. Para estimar a probabilidade de colisão foi criada a Escala de Turim, que varia de 0 a 10, onde o menor valor qualifica o risco como insignificante, enquanto o valor máximo representa uma colisão iminente com consequências globais. No entanto, os asteroides nas proximidades também podem ser o primeiro alvo para exploração de minérios fora da Terra, já que, segundo pesquisas, possuem uma considerável quantidade de ouro, platina e outros metais raros em sua composição.

#### Objetos transnetunianos

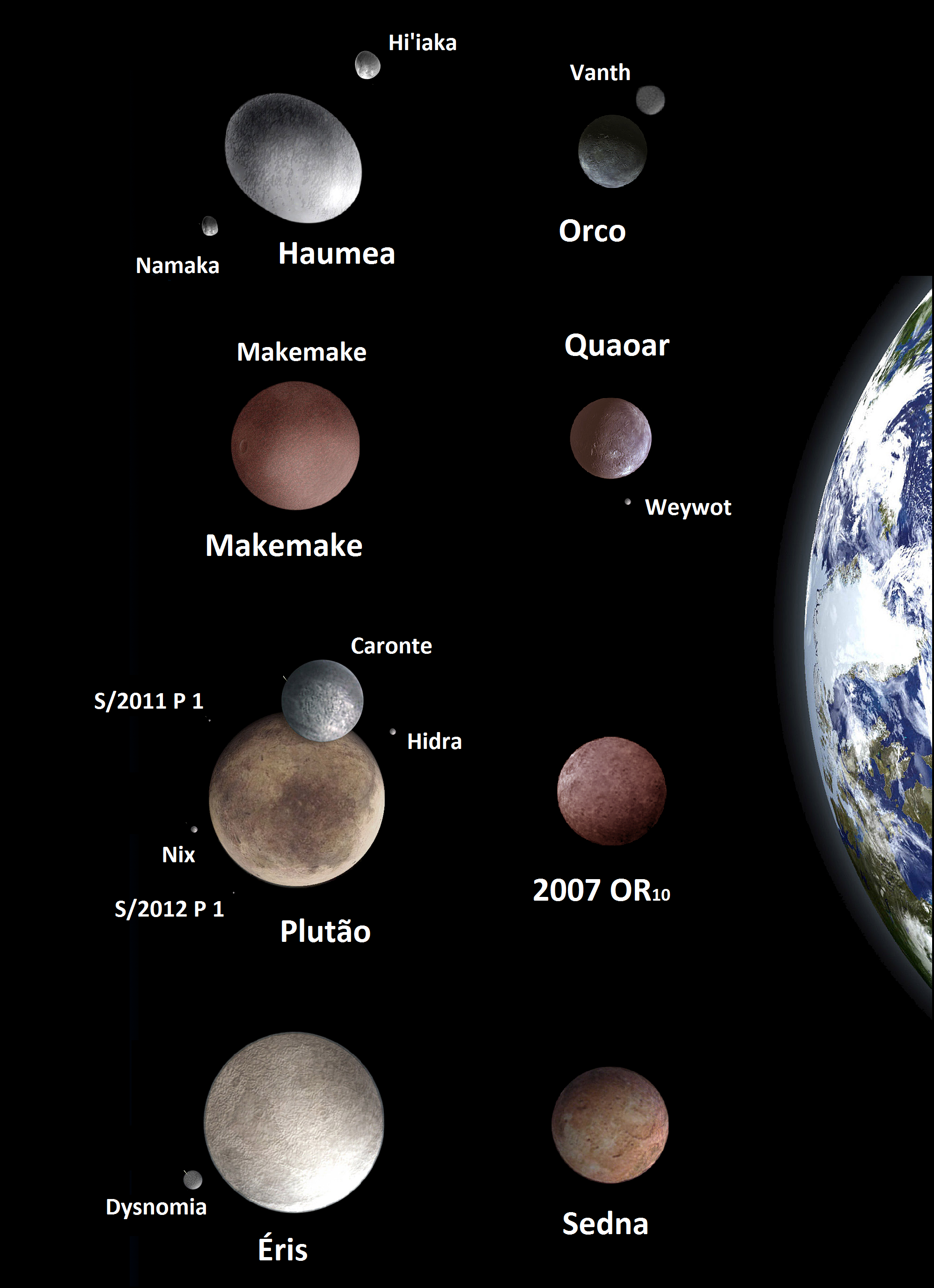
Comparação em escala entre oito dos maiores corpos transnetunianos e seus satélites descobertos até o presente momento, com a Terra. Os quatro corpos da primeira coluna são planetas anões (textura dos corpos menores fantasiosa).

A região do Sistema Solar além da órbita de Netuno é povoada por inúmeros corpos, designados coletivamente objetos transnetunianos, compostos essencialmente de gelo e fragmentos rochosos, que se distribuem por três regiões principais: o Cinturão de Kuiper, o disco disperso e a Nuvem de Oort.
Embora possa apresentar uma certa semelhança com o Cinturão de Asteroides, o Cinturão de Kuiper (ou de Kuiper-Edgeworth) é formado por corpos constituídos por fragmentos rochosos em associação com compostos voláteis sob a forma de gelo, distribuídos a uma distância entre 30 e 55 unidades astronômicas do Sol. Foram descobertos até o presente momento milhares de objetos nessa região, mas estimativas sugerem que existam aproximadamente um trilhão de componentes de diâmetro superior a um quilômetro. Dentre os maiores objetos no Cinturão de Kuiper destacam-se os quatro planetas anões Plutão, Haumea, Makemake e Éris.
Os corpos gelados que habitam o disco disperso têm em comum órbitas que, em seu ponto mais próximo, se sobrepõem à região do Cinturão de Kuiper, mas sua distância máxima do Sol é alcançada numa área ainda mais longínqua que o próprio cinturão. Tal região, assim como o Cinturão de Kuiper, é fonte provável de cometas que se desviam para as proximidades do Sol. A órbita altamente inclinada desses corpos em relação ao plano de órbita dos planetas sugere que, durante o período da migração de Netuno, as trajetórias dos objetos que se encontram atualmente nesta área tenham sido radicalmente alteradas. Alguns astrônomos consideram o disco disperso como mera região do Cinturão de Kuiper, identificando seus componentes como objetos dispersos deste. Alguns astrônomos também classificam os Centauros, que se localizam entre as órbitas dos planetas gigantes, como objetos internos do Cinturão de Kuiper, desviados para órbitas mais interiores.
Em 1950, o astrônomo alemão Jan Oort propôs que alguns cometas provêm de uma vasta e extremamente distante região povoada por corpos de gelo, distribuídos numa configuração semelhante a uma concha esférica, que circunda todo o Sistema Solar. Em sua homenagem, esta foi nomeada Nuvem de Oort, encontrando-se no espaço entre cinco mil e cem mil unidades astronômicas de raio a partir do Sol. Nessa região, por conta do efeito reduzido da gravidade do astro central do Sistema Solar, a influência de outras estrelas e da própria galáxia ocasionalmente desvia alguns desses corpos em direção ao meio interestelar ou ao centro do sistema, originando, neste caso, um cometa de longo período. Estima-se que existam entre 0,1 a dois trilhões de corpos de gelo na Nuvem de Oort.

#### Cometas

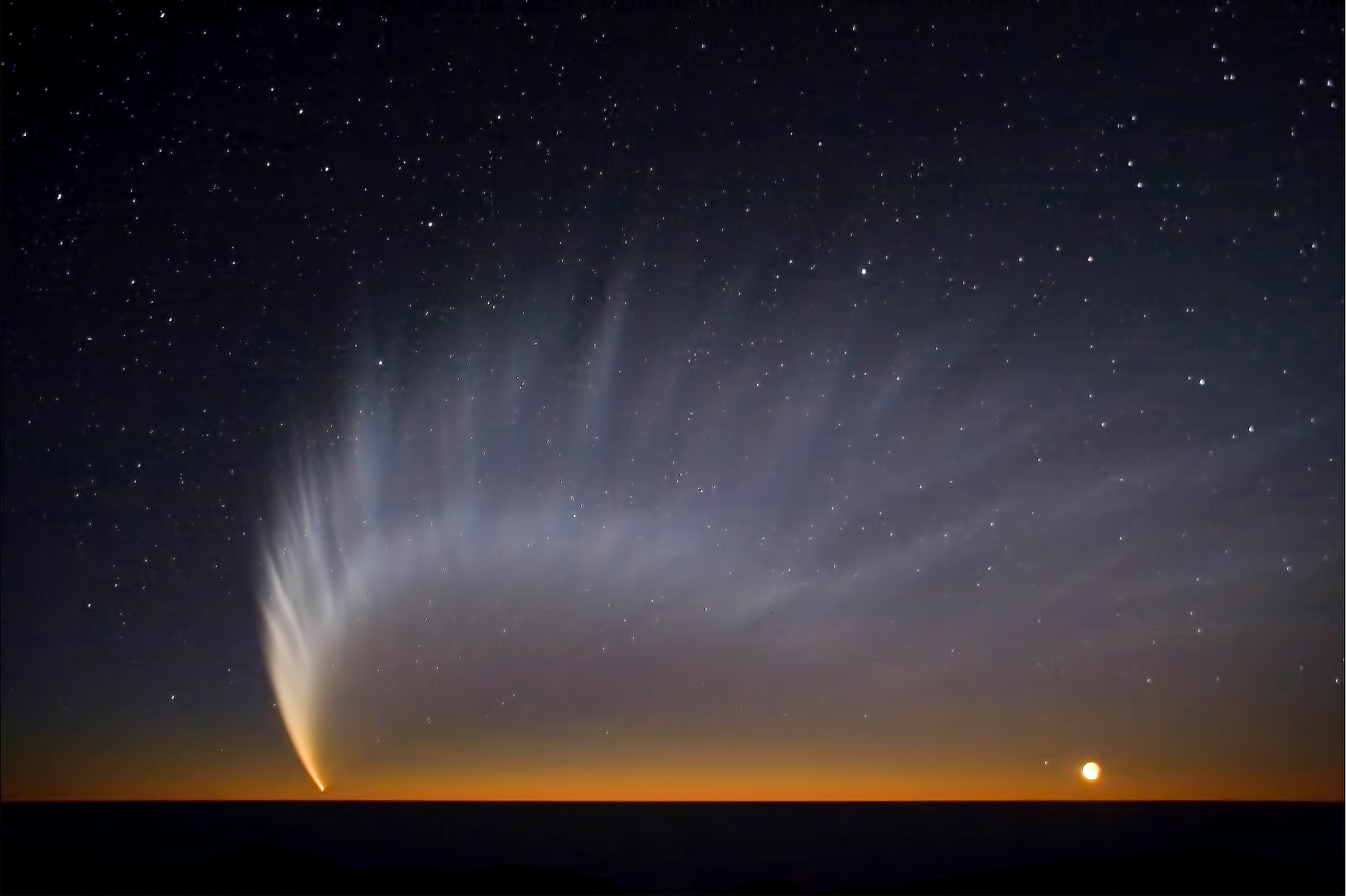
Cometa McNaught visto sobre o Oceano Pacífico a partir do Observatório Paranal, no Chile, quando se aproximou da Terra em 2007

Formados principalmente por gelo (de água e gás carbônico, dentre outros) e fragmentos rochosos, os cometas são corpos oriundos das regiões longínquas do Sistema Solar, que ocasionalmente visitam as proximidades do Sol. Acredita-se que esses objetos trouxeram água e compostos orgânicos para o nosso planeta, essenciais para o surgimento das formas de vida. Classificam-se em dois grupos de acordo com seu período de translação e sua região de origem. Os cometas de curto período, cujo exemplo mais famoso é o Halley, são aqueles que levam menos de duzentos anos para completar uma volta ao redor do Sol, originando-se no Cinturão de Kuiper. Os cometas de longo período, por seu lado, provêm de uma região ainda mais distante (a Nuvem de Oort), sua passagem através do interior do Sistema Solar é imprevisível e podem levar até trinta milhões de anos para completar uma órbita, como o cometa McNaught.
Estes corpos originalmente ocupavam órbitas em regiões extremamente frias do Sistema Solar, mas perturbações gravitacionais diversas os direcionaram para o Sol. Ao se aproximar da estrela, o intenso calor provoca a sublimação dos compostos voláteis na superfície do cometa e os gases desprendidos formam uma cauda, que se torna brilhante quando interage com o vento solar, podendo estender-se por milhões de quilômetros. Seus componentes sólidos também são ejetados pela pressão gasosa, deixando uma trilha de poeira ao longo de sua órbita. Alguns cometas atravessam o periélio a uma distância segura, sobrevivendo ao calor e à radiação intensamente emitidos pelo Sol. Outros, no entanto, têm sua estrutura interna destroçada e se rompem, liberando inúmeros pedaços de gelo que logo se vaporizam, destruindo o cometa por completo.

#### Meteoroides, meteoros e meteoritos

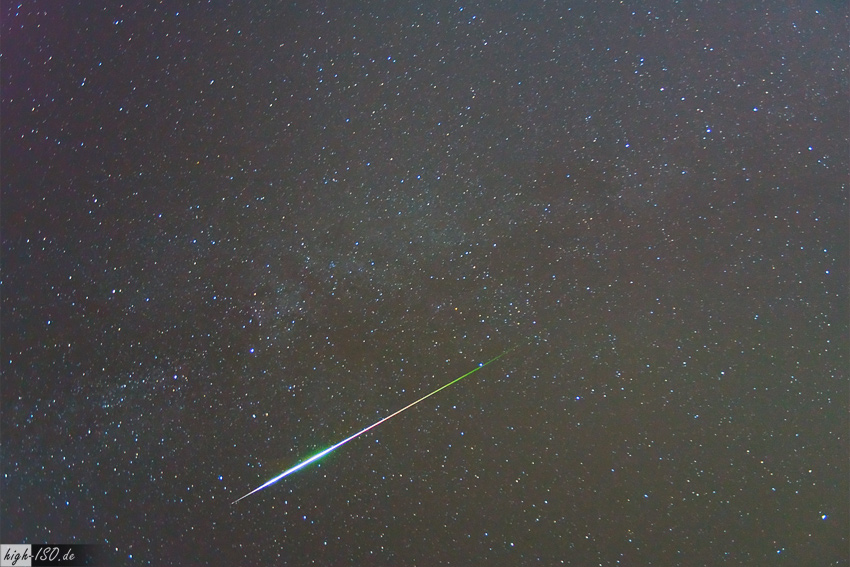
Meteoro (ou estrela cadente) pertencente à chuva de meteoros Perseidas cruzando o céu. Note a coloração da luz emitida pela combustão.

Permeando o espaço interplanetário existem minúsculas partículas de poeira e numerosos corpos de dimensões consideravelmente menores que asteroides, denominados meteoroides. Frequentemente penetram na atmosfera terrestre com enorme velocidade (dezenas de quilômetros por segundo), provocando sua combustão e vaporização mas não atingindo, na maioria das vezes, a superfície de nosso planeta, caracterizando um meteoro ou, na cultura popular, estrela cadente, já que ao entrar na atmosfera deixa um intenso rastro luminoso. Esse fenômeno ocorre com relativa frequência, sendo que toda noite é possível avistar alguns meteoros. Esporadicamente a Terra intercepta regiões do espaço onde cometas e asteroides que por ali passaram deixaram uma trilha de detritos, ocasionando um surto de atividade denominado chuva de meteoros, durante a qual se podem contabilizar centenas ou até mesmo, em certos casos, milhares de meteoros por hora. Grãos de poeira dispersos por todo o Sistema Solar produzem, ainda, um fenômeno conhecido como luz zodiacal, no qual a enorme quantidade dessas partículas minúsculas dispersa a luz do Sol, formando uma zona de luminosidade visível no céu ao longo do plano de órbita dos planetas, observável antes da alvorada ou após o crepúsculo.
Alguns meteoroides mais densos ou de maiores dimensões eventualmente conseguem atravessar a atmosfera, mesmo que fragmentados durante o processo, e chegar à superfície terrestre, passando a ser denominados meteoritos. Sua origem pode ser diversa, derivando de cometas, asteroides ou até mesmo de Marte ou da Lua. São classificados segundo quatro categorias principais, de acordo com sua estrutura e composição: condritos (mais comuns), acondritos, ferrosos e ferrosos-rochosos. Um caso importante aconteceu na Rússia em 1908, quando um meteoroide causou uma imensa explosão sobre a Sibéria, no que ficou conhecido como evento de Tunguska, e provocou efeitos percebidos em várias partes do mundo. A queda de meteoroides em áreas povoadas é um evento extremamente raro. Contudo, um caso notável aconteceu também na Rússia em 15 de fevereiro de 2013, quando uma imensa bola de fogo cruzou o céu no sul do país e fragmentos atingiram o solo próximo à cidade de Cheliabinsk, onde as ondas de choque provocadas pela explosão quebraram os vidros das janelas e sacudiram os prédios, deixando centenas de feridos.

## Dinâmica
Todos os planetas e demais corpos do Sistema Solar estão sob o domínio gravitacional do astro central, o Sol, razão pela qual descrevem uma órbita ao seu redor cujo formato é praticamente elíptico, conforme enunciado pelas três leis do movimento planetário de Kepler. Uma grandeza denominada excentricidade define a configuração dessa elipse, que se apresenta mais achatada quando seu valor se aproxima de um (como acontece na órbita da maior parte dos cometas), ou praticamente circular quando tal número tende a zero (como é o caso da maior parte das órbitas dos planetas). Uma vez que o Sol se localiza em um dos focos dessa elipse, existe um ponto onde ocorre a máxima aproximação do corpo à estrela, o periélio, e outro oposto, em que atinge a máxima distância ao Sol, o afélio. Boa parte dos corpos do Sistema Solar, especialmente os planetas, orbita próximo a um mesmo plano denominado eclíptica, definido pelo plano de órbita da Terra, o qual se utiliza a princípio como referência para a inclinação orbital dos demais corpos. É importante notar ainda que, de acordo com a terceira lei de Kepler, o período de translação de um objeto é inversamente proporcional à distância deste objeto ao Sol, ou seja, quanto mais afastada é sua órbita, mais tempo leva para completar sua trajetória. Tal fato é uma consequência direta da lei da gravitação universal de Newton, que afirma que a força de atração do Sol é inversamente proporcional ao quadrado da distância, o que implica também na maior velocidade do corpo durante o periélio e o contrário no afélio. A unidade mais conveniente utilizada para medir as distâncias entre os corpos do Sistema Solar é a unidade astronômica, correspondente à medida do semieixo maior da órbita terrestre (equivalente à distância média do planeta ao Sol), cujo valor é de aproximadamente 150 milhões de quilômetros.
Alcance da órbita de alguns corpos ao Sol, bem como algumas regiões do Sistema Solar. O ponto mais próximo da barra amarela à esquerda representa o periélio, e o mais afastado, o afélio. Quanto mais alongada a faixa associada a um corpo celeste ou conjunto de objetos, maior é sua excentricidade orbital.
Tomando-se como ponto de visão a parte norte do Sistema Solar, todos os planetas e a maioria dos demais corpos orbitam o Sol em sentido anti-horário, assim como a maior parte dos satélites naturais ao redor de seus respectivos planetas. Esse fato favorece a teoria mais aceita de formação deste sistema planetário, de acordo com a qual todos os corpos teriam se formado de uma mesma nuvem e, portanto, herdaram seu movimento.

O movimento de rotação da Terra leva aproximadamente 24 horas para se completar

Os planetas e demais objetos, inclusive o Sol, possuem ainda um movimento de rotação, isto é, giram ao redor de seu próprio eixo imaginário. Dentre os planetas, o período desse movimento varia de pouco mais de 9 horas (em Júpiter) a mais de 243 dias terrestres (em Vênus). Além disso, salvo Vênus e Urano, todos apresentam esse movimento em sentido anti-horário.
Apesar de a massa do Sol equivaler a mais de 99% da massa do Sistema Solar, a maior parte do momento angular está concentrada principalmente em Júpiter, que responde por mais de sessenta por cento desse movimento. De fato, o momento angular do Sol é de apenas 0,3%, enquanto os planetas gigantes respondem por mais de 99% dessa grandeza. A Terra e os outros planetas interiores têm momento angular desprezível comparado com o dos gigantes gasosos. Ainda permanece um mistério a razão pela qual o Sol perdeu seu momento angular já que, de acordo com as teorias de formação do Sistema Solar, o astro girava consideravelmente mais rápido, mas, por algum motivo, perdeu uma fração significativa da energia de rotação. Acredita-se que o principal responsável por essa perda seja o vento solar que, ao libertar-se da estrela, leva consigo boa parte da energia do movimento.
É importante observar que, embora a gravidade seja a força dominante no Sistema Solar, existem casos especiais em que o movimento dos corpos é determinado por outras forças adicionais. Grãos de poeira são suficientemente pequenos para serem afetados pela pressão de radiação solar, sendo literalmente varridos do sistema quando são ínfimos, de tamanho na ordem de micrômetros, ou forçados a executar órbitas espirais se um pouco maiores. Corpos cujas dimensões variam de alguns metros a poucos quilômetros, por razões diferentes, também sofrem o efeito da radiação solar, executando similarmente uma órbita espiralada.

### Variações orbitais

Precessão do periélio (de forma exagerada)

A gravidade dos próprios planetas, satélites e outros corpos massivos do sistema não permite que os mesmos ocupem órbitas fixas, uma vez que exercem atração entre si, o que altera sua posição no espaço. Logo, seus parâmetros orbitais, ou seja, os valores que determinam sua órbita, estão em contínua, embora lenta, mudança. Um dos efeitos notáveis dessas alterações é a precessão do periélio na órbita dos corpos, isto é, o ponto mais próximo do Sol muda a cada revolução. Outros efeitos incluem a gradual alteração da excentricidade, da inclinação orbital dos objetos e de sua obliquidade (o ângulo entre o plano de rotação e o plano da órbita de um corpo). Na Terra essas oscilações, com períodos entre dezenove (no caso da nutação) e cem mil anos (no caso do argumento do periastro), estão diretamente associadas a ciclos de mudanças climáticas notáveis.
Logo, visto que o plano da órbita terrestre, a eclíptica, sofre variações, não é conveniente utilizá-lo como sistema de referência. Por isso criou-se o conceito de plano invariável, o plano imaginário perpendicular ao vetor resultante do momento angular de todos os corpos do Sistema Solar e que cruza seu baricentro. Uma vez que o movimento dos componentes do sistema não sofre nenhuma interferência externa, o vetor que determina esse plano permanece constante e independente da posição dos corpos.
Até mesmo a teoria da relatividade de Einstein se mostra como um fator relevante na dinâmica dos corpos do Sistema Solar. Embora ínfima, a influência relativística é mais perceptível na órbita de Mercúrio, o planeta com maior velocidade orbital. As irregularidades detectadas na precessão de seu periélio permaneceram um mistério para o qual foram propostas diversas respostas, como a existência de Vulcano, um planeta hipotético entre Mercúrio e o Sol que nunca foi encontrado. Somente anos depois Einstein descobriu o motivo da anomalia.
Embora a massa do Sol seja consideravelmente maior que a dos planetas, esses corpos são capazes de influenciar o movimento da própria estrela. Em razão do movimento planetário, o baricentro do Sistema Solar não se localiza no centro do Sol, e sim próximo da sua superfície, e varia de acordo com a posição dos corpos que orbitam ao seu redor. O maior dos oito planetas, Júpiter, é o principal responsável pela mudança de posição do centro de massa que, por vezes, é deslocado para fora do próprio Sol. Em conjunto, os planetas provocam puxões gravitacionais na estrela, fazendo-a oscilar ligeiramente enquanto a orbitam.

### Efeitos das interações gravitacionais nos corpos
Os corpos do Sistema Solar estão sujeitos a forças gravitacionais e, uma vez que não são objetos perfeitamente rígidos, suas formas e estruturas são alteradas com esse processo. A atração gravitacional entre dois corpos, especialmente quando apresentam grande massa, dá origem à força de maré, que provém da diferença de potencial gravitacional entre pontos distintos num objeto. Além da intensidade de tal força, o grau de deformação dos corpos depende, ainda, de sua constituição interna e de sua velocidade de rotação que, quanto mais elevada, mais promove o achatamento de um objeto. A interação gravitacional desencadeia outros processos que resultam na evolução de um determinado sistema orbital, em geral planeta-satélite. Estas forças recíprocas provocam a dissipação da energia do sistema alterando, a longo prazo, a órbita do próprio satélite e a velocidade de rotação de ambos os corpos.
Dependendo da distância entre o planeta e seu satélite, a força de maré pode atingir níveis dramáticos. Isso acontece quando a órbita de determinado corpo ultrapassa o limite de Roche, além do qual a força exercida pelo planeta sobre o satélite é tão grande que o último não consegue se manter coeso por sua própria força gravitacional e se desintegra. Pelo mesmo motivo, a matéria existente nessa região é incapaz de se agregar para formar um novo corpo, sendo essa a mais provável origem dos sistemas de anéis dos planetas gigantes, já que todos os anéis de Júpiter e Netuno e os principais de Urano e Saturno se encontram além desse limite. A Lua localiza-se vinte vezes mais distante que o limite de Roche no nosso planeta, mas se o ultrapassasse, a Terra possivelmente teria um anel planetário.

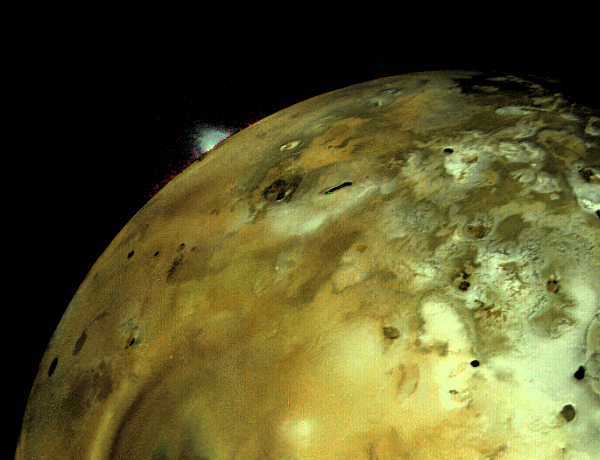
Pluma vulcânica com 160 km (100 milhas) de altitude, resultante da erupção do vulcão Loki Patera, em Io. Esse satélite de Júpiter é um dos corpos com maior atividade vulcânica do Sistema Solar.

A ressonância orbital é um fenômeno que consiste numa relação numérica simples entre as características orbitais de um corpo relativamente a outro. Um dos exemplos mais elementares é a rotação síncrona em que o período de rotação e translação de um corpo encontram-se em ressonância 1:1, como acontece com a Lua e muitos outros satélites naturais que sempre mostram a mesma face para seu planeta. A ressonância 2:3 entre Plutão e Netuno significa que enquanto Plutão orbita o Sol duas vezes, Netuno o faz três vezes, e esta relação impede que os dois corpos se aproximem, apesar de o planeta anão cruzar a órbita do gigante gasoso. Os sistemas de satélites dos planetas gigantes são notáveis exemplos de configurações ressonantes, em que os períodos de translação de praticamente todos os maiores componentes apresentam entre si relações numéricas simples. De fato, nesses sistemas a ressonância orbital previne que os satélites entrem em órbitas caóticas, atuando, assim, como estabilizadora destas.
O fato de tantos satélites apresentarem rotação síncrona não é mera coincidência, mas consequência da interação gravitacional decorrente do acoplamento de maré. A rotação dos dois corpos sofre pequenas variações até que se atinja a ressonância 1:1, quando o processo se completa. No sistema Terra-Lua, este processo está apenas parcialmente completo, já que somente a Lua possui rotação síncrona, ao contrário do sistema Plutão-Caronte, que sempre mostram a mesma face um para o outro.
Em sistemas mais complexos, o fenômeno da ressonância orbital aliado às forças de maré provoca o aquecimento interno de um satélite natural, por fricção entre suas camadas. Tal fato deve-se ao diferencial de forças exercidas simultaneamente pelo planeta e pelos outros corpos ressonantes. Um exemplo desse fenômeno é o satélite jupiteriano Io, cujas camadas internas estão em constante atrito por conta da imensa força gravitacional do gigante gasoso em oposição à influência dos outros satélites galileanos ressonantes, com os quais ocorrem sucessivos encontros. Como resultado, o calor gerado no processo mantém uma contínua atividade vulcânica em Io, apesar do seu tamanho relativamente reduzido. Outros exemplos notáveis desse fenômeno conhecido como aquecimento de maré incluem o satélite jupiteriano Europa e a lua saturniana Encélado.

### Movimento aparente dos planetas

Movimento do planeta Vênus tal como é visto na Terra. A partir do nosso ponto de observação, tanto Vênus quanto Mercúrio apresentam mudanças de fases enquanto orbitam o Sol, o que resulta numa grande variação de brilho, além de diferenças de tamanho aparente.

Desde a antiguidade observou-se a existência de "estrelas errantes" que se moviam irregularmente em relação à generalidade das outras, denominadas fixas por se acreditar estarem imóveis. Sabe-se hoje que tais objetos que percorrem a esfera celeste na verdade são os cinco planetas visíveis a olho nu. Estes são classificados em inferiores e superiores de acordo com a posição de sua órbita em relação à da Terra.
Mercúrio e Vênus, os planetas inferiores, são os únicos cujas órbitas se localizam mais perto do Sol que a Terra, razão pela qual se mostram sempre próximos do astro, oscilando entre os seus lados e tornando-se visíveis somente pouco antes do pôr do sol ou algumas horas antes da alvorada. Por vezes esses planetas passam entre a Terra e o Sol, sendo esse momento denominado conjunção inferior. Prosseguindo sua órbita, o planeta move-se para oeste da estrela, tornando-se visível, agora, antes do nascer do sol no horizonte leste. O ângulo entre o planeta e o Sol visto da Terra (denominado elongação) sofre um acréscimo a cada dia até um certo ponto, quando ocorre a elongação máxima a oeste, altura em que aparentemente o planeta está mais afastado do Sol. Progressivamente sua elongação vai diminuindo novamente até que este passe atrás do Sol, o que caracteriza uma conjunção superior. Seguindo sua trajetória, começa então a surgir agora do lado leste da estrela, tornando-se visível logo após o pôr do sol. Mais uma vez sua elongação cresce a cada dia e atinge o valor máximo a leste. Posteriormente este ângulo volta a decrescer, até a ocorrência de uma nova conjunção inferior, repetindo-se o ciclo.
De acordo com seu movimento em torno do Sol, Mercúrio e Vênus passam por um ciclo de fases, razão pela qual seu brilho e tamanho aparente variam consideravelmente consoante sua distância e posição em relação à Terra. Na conjunção inferior, por exemplo, o tamanho aparente do planeta é máximo, mas o brilho é mínimo. Por vezes o alinhamento entre o planeta, o Sol e a Terra, é perfeito, caracterizando um trânsito, ou seja, o planeta pode ser observado cruzando o disco solar. Os trânsitos de Mercúrio são relativamente comuns, mas os de Vênus são bem mais raros, sendo que o último deste século ocorreu em 2012.

Movimento retrógrado aparente. Como a Terra (em azul) move-se mais rápido, cria-se a ilusão de que Marte (em vermelho) fica para trás.

Marte e os gigantes gasosos formam o grupo dos planetas superiores, aqueles cuja órbita está mais distante do Sol que a da Terra. Por consequência, nosso planeta por vezes fica entre um planeta superior e o Sol, configuração denominada oposição. Essa condição caracteriza o período mais favorável para a observação de um desses corpos celestes, uma vez que seu tamanho aparente se torna o maior possível e a face voltada para a Terra fica completamente iluminada. À medida que a Terra se move, o planeta parece deslocar-se no céu seguindo a direção leste e aproximando-se do Sol, até que passa por trás da estrela, configuração que se denomina conjunção superior. Logo de seguida, surge no horizonte oeste e sua elevação (ou elongação) se torna progressivamente maior, até que novamente se posicione em oposição.
Durante a maior parte desse período, os planetas superiores movem-se em direção oeste-leste no céu, descrevendo o que se denomina movimento direto. Contudo, pouco antes de alcançar a oposição, o planeta faz um movimento aparente de loop e, por um certo período, passa a se mover em direção oposta, o que caracteriza o movimento retrógrado aparente. Tal fato ocorre devido às diferenças entre as órbitas da Terra e a dos corpos mais além. Uma vez que nosso planeta possui maior velocidade orbital comparada aos planetas superiores, a mudança de posição cria a ilusão de que tais corpos estão ficando para trás, produzindo seu movimento aparente em direção oposta.

## Observação e exploração
Por milênios a humanidade não reconheceu a existência do Sistema Solar. Contudo, ainda nos séculos antes de Cristo, gregos e babilônios foram os primeiros a utilizar a matemática para tentar prever a posição das "estrelas errantes" que apresentavam um movimento irregular. Embora não existam registros escritos, acredita-se terem sido os pitagóricos, durante o século V a.C., a introduzir a noção de que a Terra possuía um formato esférico e que os demais corpos orbitavam à sua volta. Uma das primeiras teorias para explicar o movimento planetário foi criada pelo filósofo grego Aristóteles e propunha a existência de várias esferas cristalinas que giravam ao redor da Terra. Em cada uma delas estaria incrustado um corpo celeste, como o Sol, a Lua, os planetas e o conjunto das estrelas fixas. A última esfera seria a do "movimento primordial", cuja rotação seria transmitida de uma esfera para outra, promovendo, assim, o movimento de todos os corpos. Ajustando-se as velocidades angulares dessas esferas seria possível explicar o movimento planetário.

Esquema do modelo de epiciclos de Ptolomeu, em que o planeta girava em torno de um ponto imaginário que, por sua vez, girava em torno da Terra. Note que o centro da órbita localiza-se em um ponto imaginário chamado deferente, criado para explicar as irregularidades no movimento planetário.

Logo surgiram as incoerências na teoria, cuja solução aparente foi apresentada por Ptolomeu na sua obra Almagesto: um modelo planetário cujo centro ainda era a Terra, onde os planetas não permaneciam fixos em sua órbita mas giravam em torno de um ponto imaginário, formando um epiciclo, o que explicaria diversos aspectos observados, especialmente o movimento retrógrado aparente. Essa teoria, no entanto, ainda não era capaz de descrever com exatidão a trajetória dos planetas, pelo que passou por diversos ajustes. Contudo, ainda antes de Ptolomeu, Aristarco de Samos foi o primeiro a propor que a Terra e todos os demais planetas orbitavam o Sol, embora sua ideia não tenha se popularizado.

### A astronomia moderna
Por mais de mil anos praticamente não houve uma evolução do conhecimento astronômico no ocidente, prevalecendo, portanto, o modelo geocêntrico. Apenas no século XVI o astrônomo polonês Nicolau Copérnico veio a publicar em seu livro Das Revoluções das Esferas Celestes que todos os planetas, inclusive a Terra, orbitavam o Sol, o que ficou conhecido como modelo heliocêntrico. Tal teoria afirmava também que somente a Lua girava ao redor do nosso planeta, que as estrelas eram objetos muito distantes que não orbitavam o Sol e que a Terra tinha um movimento próprio de rotação que durava 24 horas, o que produzia a deslocação aparente das estrelas no céu na direção oposta. Por conseguinte, o movimento retrógrado e a alteração cíclica de brilho dos planetas foram explicados como sendo simples consequências da variação da distância entre a Terra e esses corpos à medida que seguem sua trajetória. Acredita-se que a maior parte das obras de Copérnico foi publicada somente no fim de sua vida por receio que o próprio tinha de ser ridicularizado e de suas teorias serem desaprovadas, principalmente pela Igreja Católica. Suas ideias permaneceram pouco conhecidas mesmo após cerca de cem anos de sua morte, quando uma sucessão de avanços científicos levou à completa descrença no modelo geocêntrico e à criação de uma visão moderna sobre a astronomia, o que ficou conhecido como Revolução Copernicana.
O astrônomo dinamarquês Tycho Brahe fez importantes contribuições para o desenvolvimento da astronomia moderna. Com diversos instrumentos criados por ele, efetuou numerosas observações e reuniu dados detalhados sobre a posição dos planetas, especialmente de Marte, a partir do seu próprio observatório, Uranienborg, com uma impressionante precisão. Além disso, observou uma supernova que explodiu em 1572 e provou que ela se encontrava muito longínqua, assim como as estrelas, e demonstrou ainda que um cometa que passara em 1577 situava-se bem mais distante da Terra que a Lua, contrariando a teoria aristotélica de acordo com a qual tais corpos surgiriam a partir de fenômenos atmosféricos.
Johannes Kepler era assistente de Brahe em seu observatório. O jovem astrônomo acreditava firmemente no modelo heliocêntrico, ao contrário do seu superior que temia ainda que Kepler fizesse descobertas que ofuscassem seu próprio mérito, pelo que lhe mostrava somente parte dos dados obtidos em suas observações. Visando ocupar Kepler enquanto trabalhava em suas teorias sobre o Sistema Solar, Brahe entregou-lhe todas as informações observacionais de Marte e o incumbiu da difícil tarefa de entender as irregularidades no movimento do planeta vermelho. O modelo de Copérnico previa que as órbitas eram perfeitamente circulares, mas Kepler chegou à conclusão de que isso estava errado e que, na verdade, estas eram achatadas, formando uma figura geométrica chamada elipse.

### As grandes descobertas

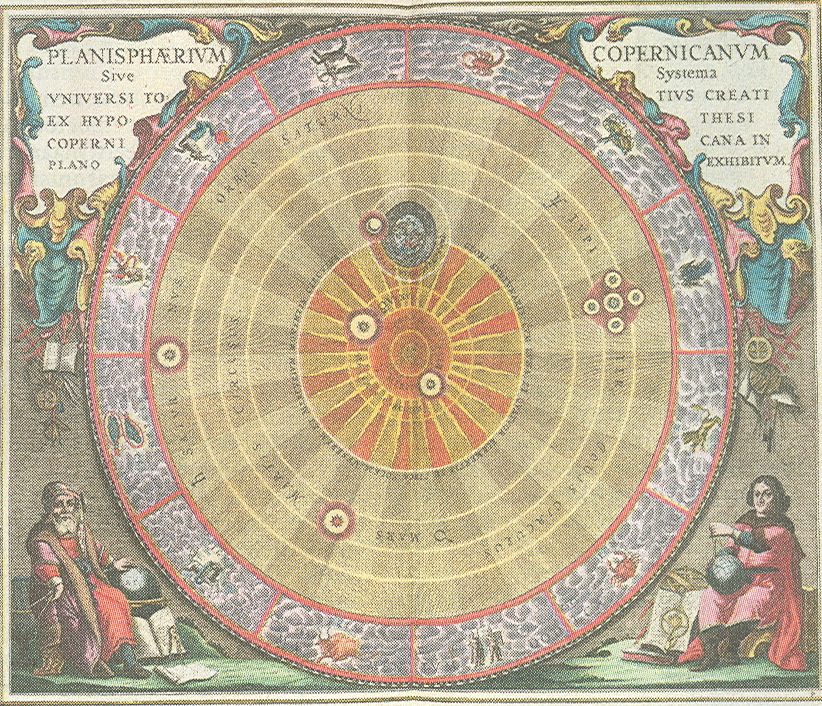
Ilustração do modelo heliocêntrico produzida em 1646 por Andreas Cellarius. Note os satélites de Júpiter (os quatro pequenos círculos em volta do planeta à direita), descobertos por Galileu, além da Lua ao redor da Terra.

Na mesma época das descobertas de Kepler, Galileu Galilei, apesar de não ter inventado o telescópio, foi o primeiro a apontá-lo para o céu, o que foi crucial para o entendimento das reais características dos corpos celestes. Olhou para o Sol (talvez o motivo pelo qual ficou cego) e viu manchas que permitiram constatar o movimento de rotação da estrela, descobriu as quatro maiores luas de Júpiter (que agora são chamadas de luas galileanas), observou as fases mutantes de Vênus e constatou que eram consequência da mudança da posição do planeta e da Terra em relação ao Sol. Olhou para a Via Láctea e concluiu que era formada por inúmeras estrelas, observou as "orelhas" de Saturno, que lhe pareciam assim devido à baixa resolução de seu telescópio e viu que a Lua não era perfeitamente lisa, mas repleta de montanhas e crateras.
No mesmo ano da morte de Galileu, nasceu Isaac Newton, o cientista que viria a revolucionar o mundo da ciência ao unificar a astronomia à física. Além das três leis sobre moção dos objetos, descobriu a força que rege o movimento dos corpos no Universo: a gravidade. A grande ideia de Newton surgiu a partir da simples observação de uma maçã caindo da árvore. Estudando esse movimento, percebeu que era acelerado e que, portanto, uma força agia sobre a fruta aumentando sua velocidade durante a queda. Então, imaginou que se a árvore fosse duas vezes mais alta, a gravidade continuaria agindo sobre ela, provocando a queda da maçã em direção ao chão. Concluiu que o campo de ação dessa força provavelmente se estenderia por uma distância muito maior e chegaria até a Lua, fazendo com que o satélite natural ficasse ligado gravitacionalmente à Terra. Em seus estudos, logo chegou à conclusão de que "todo objeto no Universo atrai outro objeto com uma força que age na linha que une o centro dos dois corpos que é proporcional ao produto das massas desses dois objetos e inversamente proporcional ao quadrado da distância entre esses dois objetos", definindo a lei da gravitação universal.
A melhoria da qualidade dos equipamentos de medição e observação levou a que se obtivessem registros cada vez mais precisos que permitiam estudar em detalhes a dinâmica dos corpos do Sistema Solar. Ainda no século XVIII tentou-se estimar a distância da Terra ao Sol através da medição da paralaxe de Mercúrio e de Vênus quando estes (em ocasiões diferentes) cruzavam o disco solar. Apesar de o objetivo primário não ter sido alcançado, foi constatada uma camada brilhante ao redor de Vênus quando este se aproximava do Sol, concluindo-se que o planeta possuía uma atmosfera. Ainda no mesmo período, Edmund Halley estudou relatos de cometas passados e percebeu que os elementos orbitais de alguns deles eram muito parecidos; compreendeu que, na verdade, se tratava do mesmo corpo que orbitava o Sol, conseguindo assim prever seu retorno. Já em 1781, William Herschel encontrou um corpo celeste que pensou ser um novo cometa, constatando seu movimento ao longo de dias. Somente após algumas semanas, depois de terem sido efetuados cálculos minuciosos, houve a confirmação de que se tratava na realidade de um novo planeta, posteriormente denominado Urano. Dois anos depois Herschel descobriu dois de seus maiores satélites (Titânia e Oberon). Já no fim do século, suspeitou-se da existência de um outro planeta entre Marte e Júpiter, quando um grupo de astrônomos decidiu realizar observações sistemáticas para encontrá-lo. Por mero acaso, encontraram Ceres, o primeiro asteroide descoberto, seguido pelo asteroide Pallas pouco tempo depois, ambos de dimensões demasiado reduzidas para serem considerados planetas.

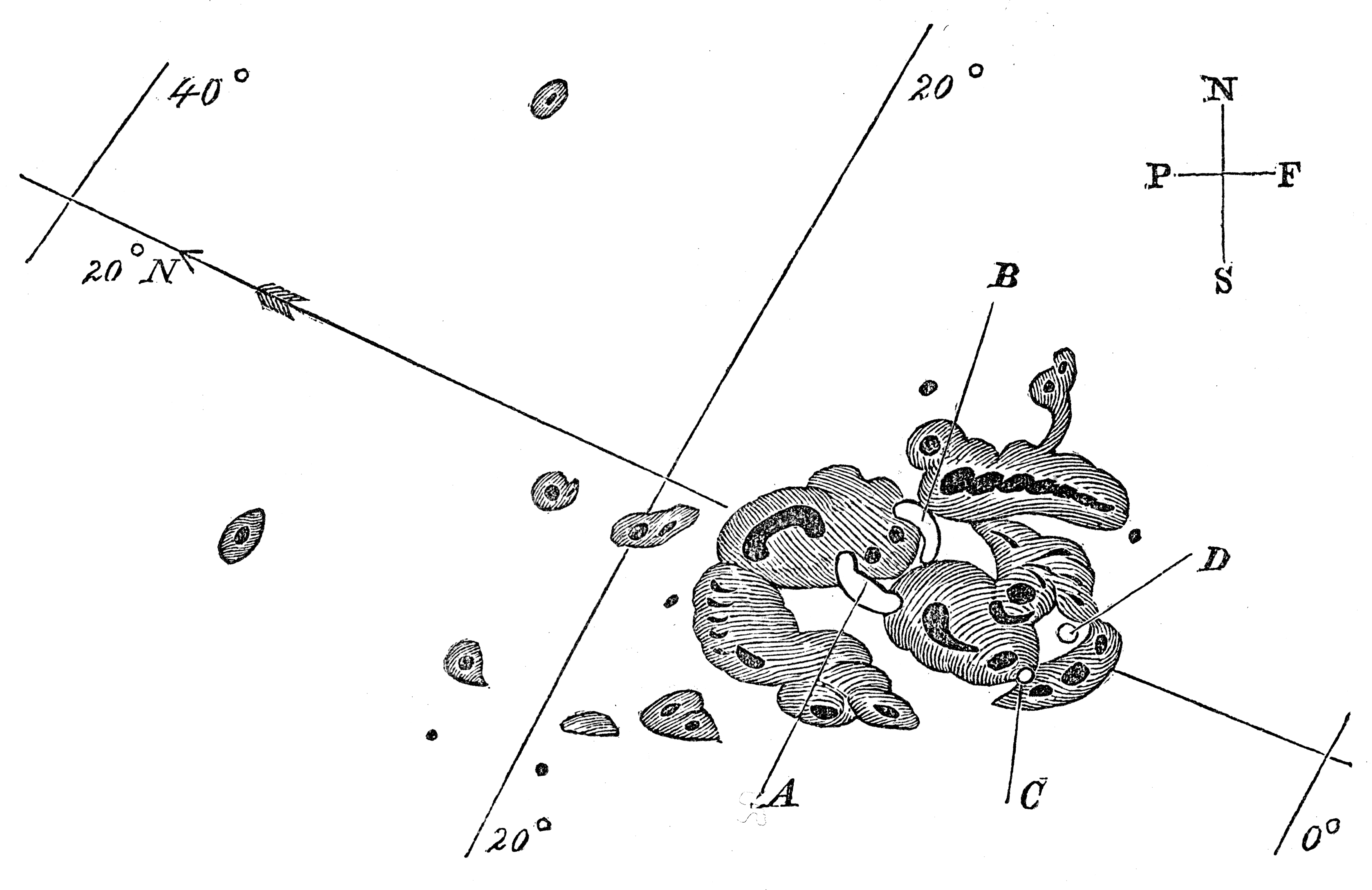
Desenhos de Richard Carrington de manchas solares

Durante a primeira metade do século XIX, as manchas solares permaneciam um enigma, imaginando-se serem buracos na fotosfera solar, mas em 1852 percebeu-se a correlação entre sua ocorrência e os distúrbios no campo magnético terrestre. Richard Carrington, em 1858, descobriu que as manchas na região equatorial da estrela moviam-se mais rápido que as de maior latitude, revelando a rotação diferencial solar. No mesmo ano, Carrington observou um intenso brilho emanando de dois locais na superfície da estrela e, três dias depois, ocorreu uma impressionante tempestade geomagnética. O estudo da composição química, não só do Sol, mas das demais estrelas e alguns outros corpos, apresentou uma grande evolução após o desenvolvimento da espectroscopia.
Ainda em 1693, Halley descobriu que a Lua estava lentamente se afastando da Terra enquanto ganhava velocidade e à medida que a rotação da Terra era desacelerada. As observações de Marte mostraram as variações sazonais de suas calotas polares, das regiões escuras em sua superfície e de sua atmosfera, levando à crença de que poderia abrigar alguma forma de vida, especialmente vegetal. Através de telescópios, Júpiter revelava ser um planeta extremamente turbulento, exibindo tempestades circulares que surgiam e desapareciam com relativa frequência, excetuando a típica Grande Mancha Vermelha. Constatou-se ainda a rotação diferencial de sua atmosfera e as distintas direções dos ventos nas bandas do planeta. A partir de 1837, foram sendo descobertas novas faixas e lacunas no sistema de anéis de Saturno e sua interação com os satélites naturais do planeta. A composição dos anéis permanecia uma incógnita, propondo-se, por exemplo, que seria sólida ou líquida, mas em 1857 James Clerk Maxwell provou matematicamente que tal constituição não era possível, sugerindo, entretanto, serem formados por pequenos grãos de poeira e gelo. Em relação a Urano, Herschel conseguiu, apesar de sua distância, descobrir a elevada inclinação axial do planeta. A órbita desse gigante gasoso apresentava perturbações que sugeriram a existência de outro planeta além de Urano. Então, Le Verrier e John Couch Adams, por meio de cálculos matemáticos, conseguiram prever onde estaria este corpo ainda desconhecido, vindo a constatar-se através de observações realizadas com recurso a telescópios que de fato se tratava de um novo planeta, Netuno.
Os avanços tecnológicos a partir do século XX permitiram sanar várias questões sobre os corpos do nosso sistema planetário. Observações por meio de radares revelaram o período de rotação de Mercúrio e de Vênus, além das características peculiares da atmosfera deste último. A análise do espectro dos planetas gigantes possibilitou a constatação de suas composições gasosas, além de permitir estimar suas estruturas internas. Emissões de rádio mostraram que Júpiter era envolvido por um intenso campo magnético, enquanto em Saturno técnicas de observação evidenciaram as altíssimas velocidades dos ventos em suas camadas atmosféricas superiores. A descoberta dos dois gigantes de gelo nas regiões mais afastadas do Sistema Solar levou à suspeita de que poderiam existir outros planetas além de Netuno. Várias buscas foram efetuadas até que, em 1930, Clyde Tombaugh detectou um novo corpo celeste, Plutão, cujo tamanho era muito menor que o anteriormente imaginado. Contudo, foi considerado como um novo planeta até 2006, quando a União Astronômica Internacional propôs uma nova definição para essa classe de corpos, na qual Plutão não se enquadra.

### Sondas espaciais

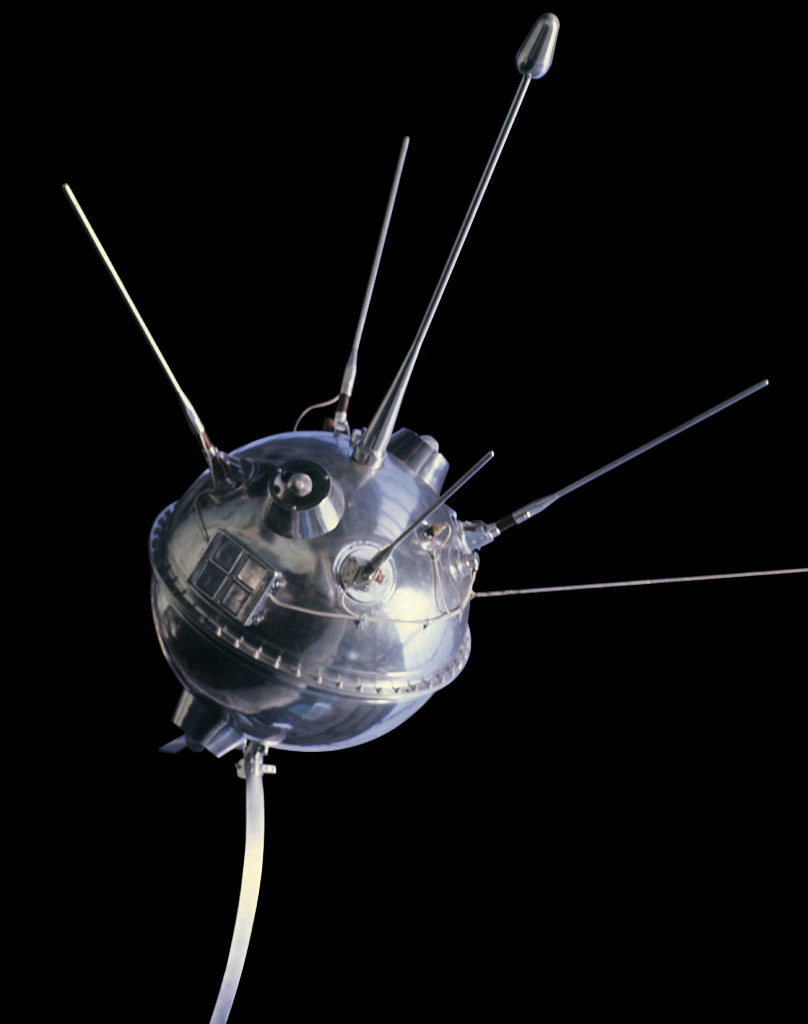
Reprodução da sonda Luna 1

O Sistema Solar passou a ser conhecido com detalhes sem precedentes a partir do momento em que sondas espaciais começaram a reunir dados dos diversos corpos que o compõem. A primeira sonda a escapar do campo gravitacional terrestre foi a soviética Luna 1, em 1959, cujo objetivo principal era a colisão com o solo lunar, o que não aconteceu por problemas técnicos. Em vez disso, ela passou a 6 400 quilômetros de distância do satélite, e logo o contato foi perdido. No mesmo ano, a Luna 2 cumpriu com sucesso a missão, tornando-se o primeiro objeto feito pelo Homem a atingir a superfície de outro corpo celeste. Ainda em 1959, a sonda Luna 3 fez as primeiras 29 fotografias do lado oculto da Lua, que mostraram poucas planícies vulcânicas em comparação com o hemisfério já conhecido, levantando dúvidas acerca das teorias sobre a evolução lunar.
Três anos depois, após diversas tentativas feitas por americanos e soviéticos, a sonda Mariner 2, dos Estados Unidos, foi a primeira a realizar uma passagem bem-sucedida próximo a outro planeta, no caso Vênus. Com essa missão, descobriu-se a rotação retrógrada e as altíssimas temperaturas na superfície venusiana. Em 1966, a sonda soviética Venera 3 foi a primeira a atingir a superfície de outro planeta. Contudo, o contato foi perdido pouco antes de a sonda entrar na atmosfera venusiana, seu principal alvo de estudo. Um ano antes a sonda Mariner 4 havia feito a primeira aproximação a Marte, enviando várias fotos do planeta vermelho.
A Pioneer 10 foi a primeira a voar além da órbita de Marte e a visitar um dos gigantes gasosos, passando por Júpiter em 1983 (onze anos após seu lançamento), além de ser igualmente pioneira na utilização de energia nuclear como fonte de eletricidade. No ano seguinte a Pioneer 11 fez outra passagem por Júpiter e posteriormente realizou uma aproximação a Saturno, proporcionando muitas descobertas sobre seus anéis, seus satélites e sua constituição. Cada uma dessas duas sondas do programa Pioneer, que ainda prosseguem seu trajeto para o espaço interestelar, contém uma placa com a descrição da nave, dos seres humanos e da localização do Sistema Solar, no caso de serem encontradas por alguma forma de vida inteligente.

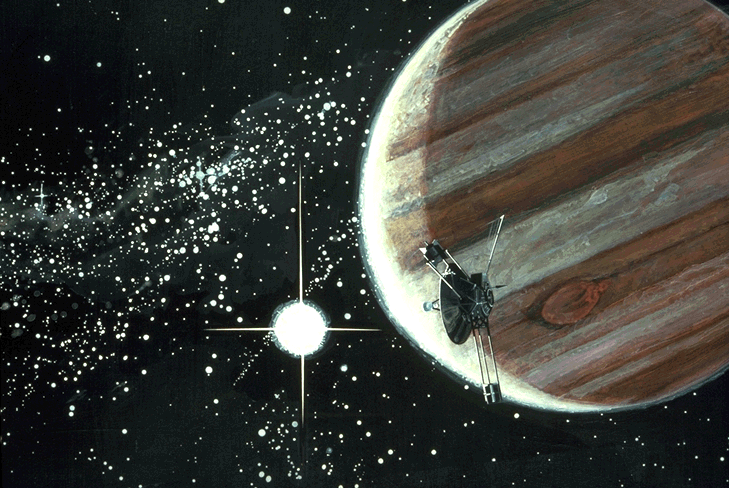
Concepção artística da sonda Pioneer 10 passando por Júpiter

Uma das mais notáveis missões para os planetas gigantes, no entanto, é o programa Voyager. Valendo-se de uma configuração particularmente favorável dos mesmos, a NASA projetou duas sondas para visitar todos de uma só vez. O encontro da Voyager 1 com Júpiter, em 1979, mostrou diversos aspectos do planeta e de suas luas que ainda eram desconhecidos, como seu sistema de anéis e a atividade vulcânica no satélite natural Io. No ano seguinte passou por Saturno e, além dos diversos satélites e anéis descobertos, estudou a espessa atmosfera de Titã, composta principalmente de nitrogênio. Contudo, um desvio inesperado não permitiu que visitasse os dois outros planetas gigantes. A missão se estendeu além do esperado e, em 1998, a sonda se tornou o objeto mais distante feito pelo homem, continuando a enviar dados sobre os confins do Sistema Solar até hoje. Lançada no mesmo ano que sua companheira, a Voyager 2 também passou por Júpiter e Saturno, fornecendo novas fotografias e registros dos planetas e seus satélites. Seguindo sua rota, a sonda chegou em Urano e descobriu, por exemplo, seu sistema de anéis e diversos satélites. A gravidade do planeta direcionou a Voyager 2 para Netuno, tornando-se a única sonda a aproximar-se dos dois gigantes de gelo. A Voyager 2 continua operacional e está agora nos limites da heliosfera, em uma direção distinta da Voyager 1. Cada uma delas contém um disco de ouro no qual estão gravados vários sons naturais da Terra, além de noventa minutos de música, 115 imagens e saudações em mais de sessenta idiomas.

Concepção artística da sonda Cassini em Saturno

Muitas outras sondas foram enviadas para diversos destinos no Sistema Solar e várias se encontram ainda em funcionamento. A MESSENGER, por exemplo, foi a primeira a ser colocada em órbita de Mercúrio. Em Marte, os satélites 2001 Mars Odyssey e Mars Reconnaissance Orbiter orbitam o planeta, enquanto os veículos exploradores Spirit, Opportunity e mais recentemente o Curiosity, percorrem a superfície do planeta. A sonda Dawn foi enviada ao Cinturão de Asteroides e, após passar por Vesta em 2012, está a caminho do planeta anão Ceres, prevendo-se que alcance este objetivo em 2015. Para Júpiter foi enviada a sonda espacial Juno, que deve entrar em sua órbita no ano 2016 para colher dados do maior planeta do Sistema Solar. A Cassini foi lançada em 1997, chegou a Saturno sete anos depois, altura em que entrou em órbita do planeta, e ainda está em funcionamento. Carregava consigo outra sonda, a Huygens, que pousou na superfície de Titã, o maior satélite do planeta. As imagens enviadas pela Cassini, ricas em detalhes, revelavam as características dos satélites, dos anéis e da atmosfera saturniana. Por fim, a sonda New Horizons, lançada em 2006, está programada para chegar a Plutão em julho de 2015, sendo a primeira nave a visitar o planeta anão. Posteriormente estudará os objetos do Cinturão de Kuiper até o fim de sua missão, em 2026.

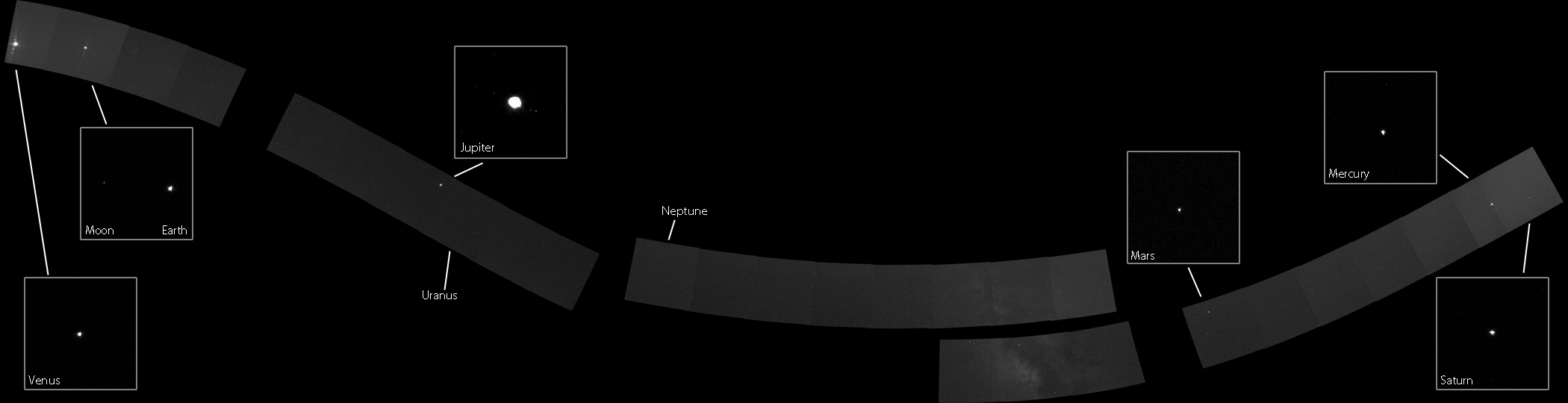
"Retrato de família". Mosaico feito pela sonda MESSENGER, que está próxima a Mercúrio, captura os planetas do Sistema Solar.

## Limites e localização
É difícil estabelecer uma fronteira que defina onde termina o Sistema Solar e começa o espaço interestelar. Algumas abordagens possíveis, como a intensidade da luz e da gravidade do Sol, não são viáveis. Contudo, chegou-se à conclusão de que a melhor forma de delimitar o Sistema Solar é estipular onde cessa a influência do vento solar (que forma uma área semelhante a uma bolha, chamada heliosfera, na qual está contida a maior parte dos componentes do sistema) por entre a nuvem de matéria do meio interestelar. No entanto, a esfera de influência gravitacional do Sol, com raio de cerca de duzentas mil unidades astronômicas, se estende para muito além da heliosfera, abrangendo a região habitada pelos corpos da Nuvem de Oort.

### Heliosfera

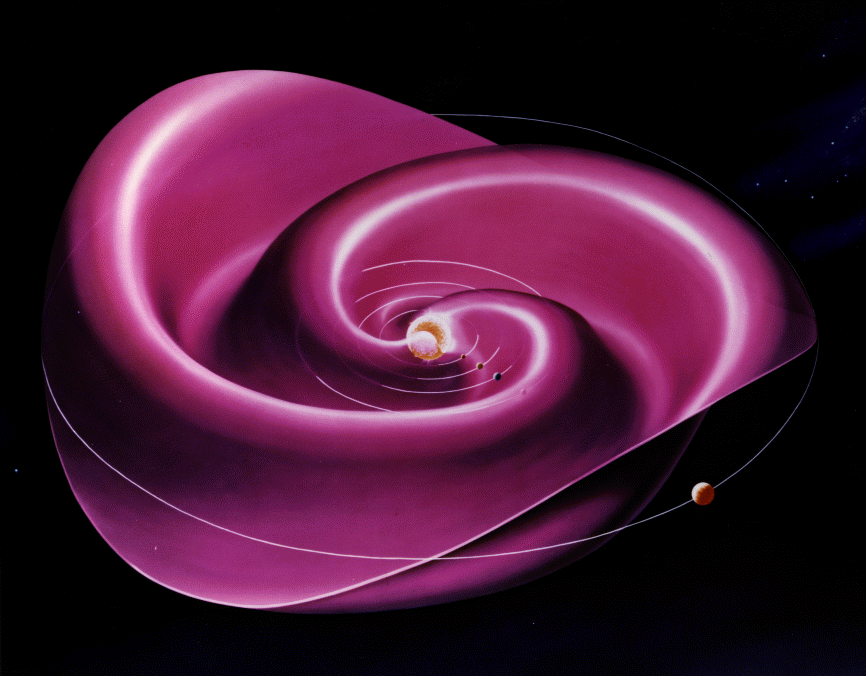
Corrente heliosférica difusa causada pelo fluxo de partículas do vento solar, que permeiam toda a heliosfera e têm origem nas variações periódicas do Sol.

A região do espaço dominada pelo plasma e pelo campo magnético do Sol é denominada heliosfera e apresenta um formato semelhante ao de uma bolha com um lado mais curto, o qual se estende por mais de 150 unidades astronômicas a partir da estrela, devido à ação do vento interestelar. O outro lado, mais alongado, provavelmente possui centenas ou mesmo milhares de unidades astronômicas de extensão. A maior parte da matéria que preenche a heliosfera é proveniente do Sol e se espalha em todas as direções através do vento solar até atingir os confins dessa região, quando não mais consegue avançar em meio à matéria do espaço interestelar.
O vento solar consiste em uma corrente de partículas, primariamente prótons e elétrons, além de partículas alfa e outras em quantidade reduzida, que deixam o Sol em todas as direções com velocidades superiores a 1,5 milhão de quilômetros por hora. O motivo pelo qual essas partículas são ejetadas com velocidades tão grandes ainda é desconhecido. O vento solar não se propaga uniformemente, mas em fluxos de maior ou menor intensidade, como se fossem ondas que permeiam toda a heliosfera. Esses fluxos que formam a corrente heliosférica difusa são originados pelas mudanças periódicas da polaridade do Sol a cada onze anos aproximadamente, que alteram a propagação dessas partículas através de todo o Sistema Solar. Por vezes o campo magnético em certas regiões do Sol se torna tão intenso a ponto de conseguir aprisionar íons e arrancá-los da coroa solar, arremessando-os posteriormente para longe da estrela na forma de uma ejeção de massa coronal. O vento solar, por si só, interage com os corpos do Sistema Solar e dá origem a diversos fenômenos, como o brilho das caudas cometárias e as notáveis auroras polares. Em eventos mais intensos, nos quais uma ejeção de massa coronal é direcionada para a Terra, ocorrem as tempestades geomagnéticas.

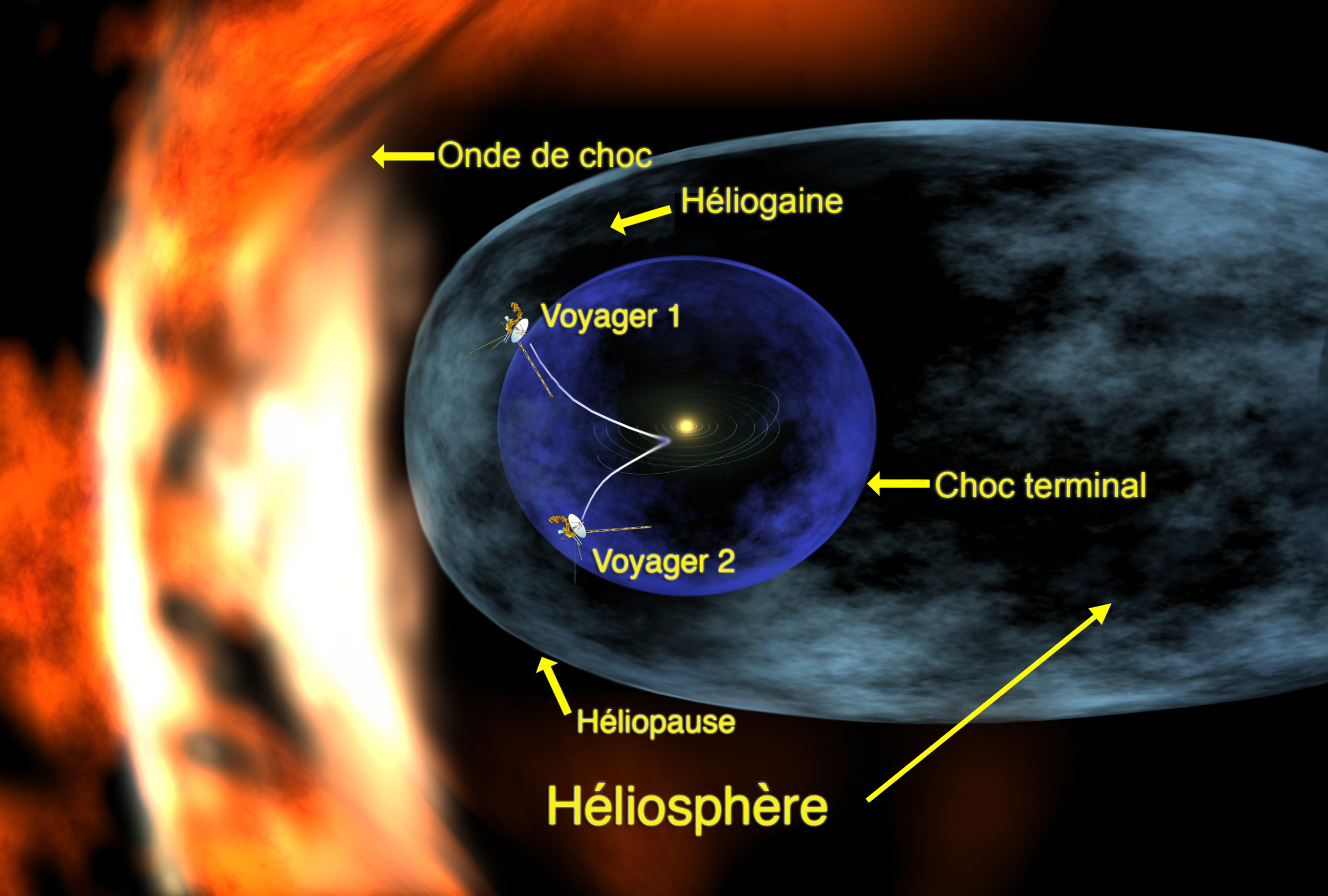
Representação da helisofera e a localização das sondas Voyager

Quando a matéria proveniente do Sol passa a interagir com a matéria interestelar, sua velocidade é drasticamente reduzida a valores subsônicos, formando uma onda de choque terminal onde o material é comprimido e sua temperatura aumenta. Até o presente momento somente duas sondas conseguiram chegar a essa área, a Voyager 1 e a Voyager 2, cujas leituras indicaram que a distância dessa região ao Sol era de 94 e 83,7 unidades astronômicas, respectivamente; a diferença provavelmente se deve à forma assimétrica da bolha, que possui menor volume em sua porção sul. As partículas, então, continuam seu trajeto lentamente percorrendo uma região denominada heliosheath, onde o vento continua aquecido e avança até um certo ponto, quando não mais consegue vencer a pressão imposta pela interação com o meio interestelar. Esse limite é chamado de heliopausa e circunscreve o máximo alcance do vento solar no espaço. Nessa região, a colisão do vento solar com as partículas do meio interestelar resulta num efeito denominado arco de choque.

### Contexto local

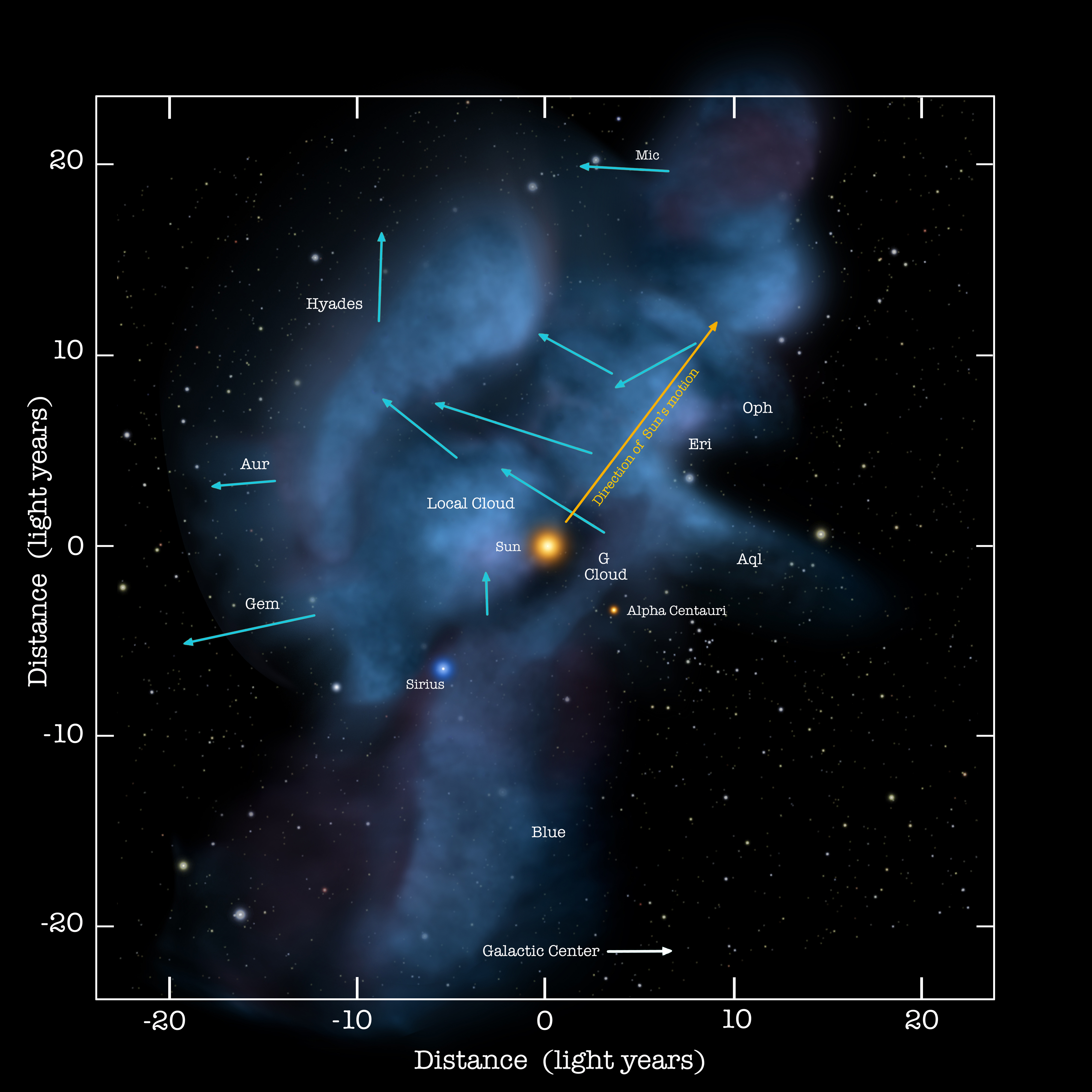
Nuvem interestelar local, com movimentos próprios em direções aleatórias. O Sol move-se em uma região de baixa densidade e deve atravessar a nuvem por completo nos próximos dez mil anos.

O Sol e os corpos que o orbitam movem-se através de uma região da galáxia repleta de gases do meio interestelar conhecida como nuvem interestelar local. Atualmente o Sol segue em direção a uma das áreas com menor densidade da nuvem chamada de bolha local e, segundo estimativas, provavelmente a cruzará em toda a sua extensão nos próximos dez mil anos. Pouco se sabe sobre essa região do espaço e como ela afeta o Sistema Solar. O fluxo da nuvem interestelar, por sua vez, é influenciado pela associação Scorpius-Centaurus, uma área de formação estelar a algumas centenas de anos-luz de distância que, por sua intensa atividade, produz um vento de plasma quente e de baixa densidade. Entre 450 e 1 500 anos-luz de distância do Sol se encontra a Nebulosa de Gum, o remanescente de supernova mais próximo de nós. Outro objeto celeste relativamente próximo do Sistema Solar é a Nebulosa de Órion, a cerca de 1 500 anos-luz, onde é intensa a formação de estrelas.
A estrela mais próxima do Sistema Solar é a anã vermelha Proxima Centauri, uma das componentes do sistema estelar triplo Alpha Centauri. A magnitude aparente combinada deste sistema, essencialmente definida pela Alpha Centauri A e, em menor grau, pela Alpha Centauri B, resulta numa das estrelas mais brilhantes do céu, visível no hemisfério sul, encontrando-se a uma distância média de 4,3 anos-luz de nós. Orbitando a segunda maior constituinte, Alpha Centauri B, que é parecida com o Sol em tamanho e brilho, foi descoberto um planeta com dimensões um pouco maiores que as da Terra, sendo, portanto, o mais próximo planeta extrassolar conhecido. Outras estrelas relativamente próximas são a estrela de Barnard, uma anã vermelha muito pequena e visível somente com telescópio, mas com um notável movimento próprio, a cerca de 5,9 anos-luz de distância, e Sirius, a mais brilhante vista da Terra (depois do Sol), a 8,6 anos-luz. Em geral as proximidades do Sistema Solar são pouco povoadas por estrelas, a maior parte delas com dimensões e brilho menores que os do Sol e constituintes de sistemas binários ou múltiplos. Num raio de treze anos-luz a partir do centro do Sistema Solar existem 25 sistemas estelares e, segundo estimativas, até 32 anos-luz de distância poderão vir a ser confirmados alguns que não foram ainda descobertos, por causa de seu brilho extremamente fraco.
De acordo com os dados obtidos pelo satélite artificial Hipparcos, colocado em órbita para medir a distância e o movimento das estrelas próximas, concluiu-se que a cada um milhão de anos, pelo menos doze estrelas em média passam a uma distância menor que um parsec (equivalente a 3,26 anos-luz) do Sol. Baseado em estimativas, acredita-se que, durante toda a existência do Sistema Solar, a menor distância que uma estrela passará do Sol será de aproximadamente 900 unidades astronômicas, bem além da heliosfera. Contudo, tal encontro resultaria na perturbação do movimento dos corpos da Nuvem de Oort, que seriam lançados em direções aleatórias, podendo provocar, inclusive, uma chuva de cometas que bombardearia a Terra e os demais planetas e que se estenderia por mais de dois milhões de anos.

### Contexto galáctico

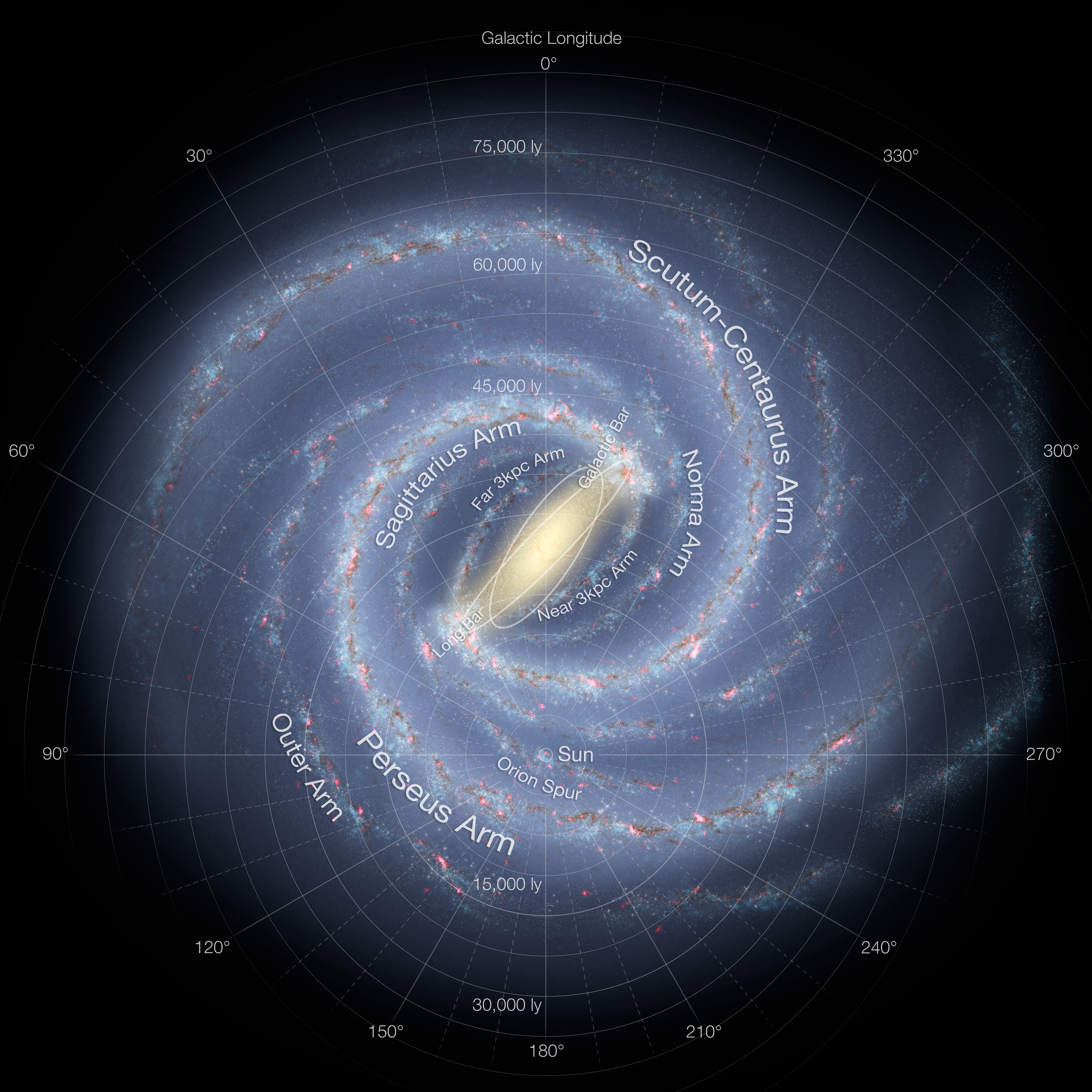
Impressão artística da Via Láctea, com a localização indicada do Sistema Solar

O Sistema Solar faz parte de uma galáxia espiral denominada Via Láctea. O Sol está localizado entre 26 e 28 mil anos-luz do núcleo galáctico e a cerca de vinte anos-luz acima do plano galáctico, na parte mais interna de uma formação conhecida como Braço de Órion que, na verdade, é uma mera conexão entre duas estruturas mais massivas, o Braço de Sagitário e o Braço de Perseu. Por nos encontrarmos dentro da galáxia, vemos seu plano como uma faixa brilhante percorrendo todo o céu, cujo centro se localiza na direção da constelação do Sagitário. A Via Láctea possui cerca de cem mil anos-luz de diâmetro e pelo menos 200 bilhões de estrelas, embora estimativas recentes estimem mais de 400 bilhões desses objetos, além de milhares de aglomerados estelares, nebulosas e inúmeros planetas. Nos braços da galáxia predominam as estrelas mais jovens, matéria interestelar e nebulosas difusas, enquanto na parte central existem majoritariamente aglomerados de estrelas velhas. A galáxia como um todo apresenta um movimento de rotação em sentido horário quando vista da parte norte, mas com períodos que diferem de acordo com a distância ao centro. Percorrendo esse trajeto, o Sistema Solar viaja a cerca de 828 mil quilômetros por hora, por isso são necessários cerca de 225 milhões de anos para completar uma volta, o que caracteriza um ano galáctico. Estima-se que o Sol completou esse trajeto somente vinte vezes desde sua formação.
Nossa galáxia pertence a um grupo esparso chamado de Grupo Local, composto por três galáxias dominantes e cerca de trinta outras de menores dimensões. Dentre todas, a mais extensa é a Galáxia de Andrômeda, que se localiza a cerca de 2,9 milhões de anos-luz de nós, porém, de acordo com estudos, a Via Láctea possui maior massa. A mais próxima é a Galáxia Anã do Cão Maior, a 42 mil anos-luz do centro galáctico, seguida pela Galáxia Anã Elíptica de Sagitário. A Grande e a Pequena Nuvem de Magalhães são as maiores dentre as galáxias satélites da Via Láctea.

## Futuro
O Sol realiza a fusão do hidrogênio em hélio para produzir energia e se manter estável. Enquanto isso acontece, diz-se que a estrela está na sequência principal, uma das fases de sua evolução estelar. Em seu núcleo, a pressão exercida pela liberação energética provocaria a expansão da estrela, mas é contrabalançada pela força da gravidade, que age na direção oposta, mantendo assim o equilíbrio. Ao longo do tempo, contudo, o consumo de hidrogênio faz as taxas das reações diminuírem e, para retornar ao equilíbrio, o núcleo contrai-se e se torna mais quente. Esse processo provoca o gradual aquecimento da estrela ao longo de bilhões de anos, mantendo-se estável. No entanto, o Sol passará por grandes mudanças quando o hidrogênio, seu combustível, tiver se exaurido por completo.

### Colisões planetárias

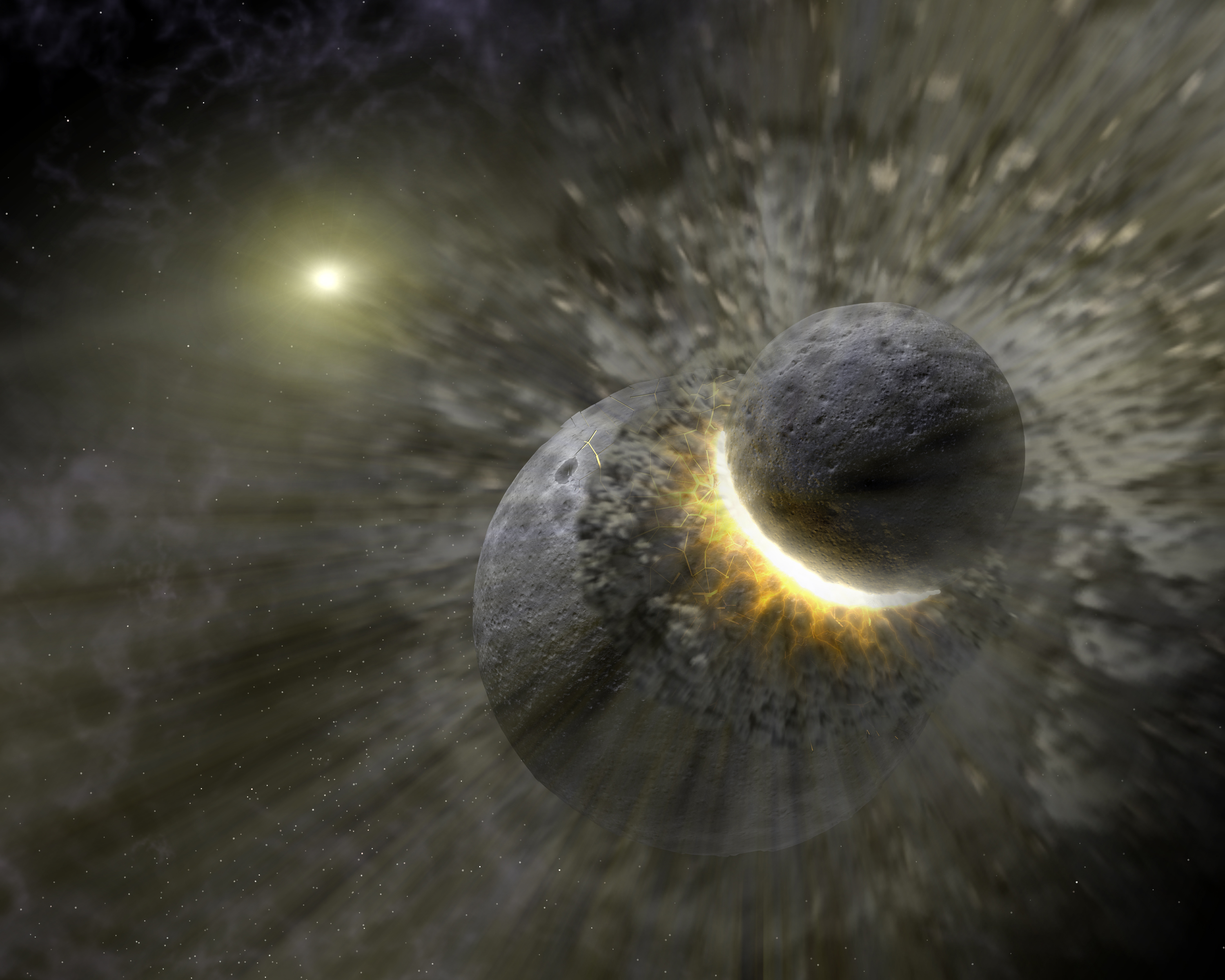
Os planetas podem entrar em rota de colisão no futuro

Uma das questões debatidas entre os cientistas refere-se à estabilidade do Sistema Solar. Sabe-se que os planetas exercem atração gravitacional entre si e, portanto, suas órbitas não são perfeitamente estáveis. Uma vez que essas variações são cumulativas, o Sistema Solar poderá entrar em um período caótico no qual a relativa estabilidade existente hoje não mais prevalecerá. Os cenários acerca do movimento planetário a longo prazo são extremamente difíceis de prever, por conta da enorme quantidade de objetos e de fatores envolvidos. Não obstante, estima-se que pelo menos nos próximos quarenta milhões de anos os planetas devam ocupar aproximadamente suas órbitas atuais. Num futuro distante a órbita de Mercúrio, por exemplo, tenderá a se tornar cada vez mais excêntrica, levando o planeta a possivelmente cruzar com a órbita de Vênus ou mesmo com a da Terra, perturbando a trajetória de todos os planetas interiores e propiciando, de acordo com cenários projetados, uma colisão de Mercúrio com Vênus em 3,5 bilhões de anos ou a ejeção do primeiro para fora do Sistema Solar. Essas perturbações podem causar, ainda, uma colisão entre o nosso planeta e Mercúrio ou Marte em alguns bilhões de anos, o que varreria completamente qualquer forma de vida ainda presente na Terra. Os gigantes gasosos, por outro lado, não devem sofrer mudanças significativas em suas órbitas devido a esse processo, por conta, sobretudo, de suas massas consideravelmente superiores às dos planetas internos.

### Colisão galáctica

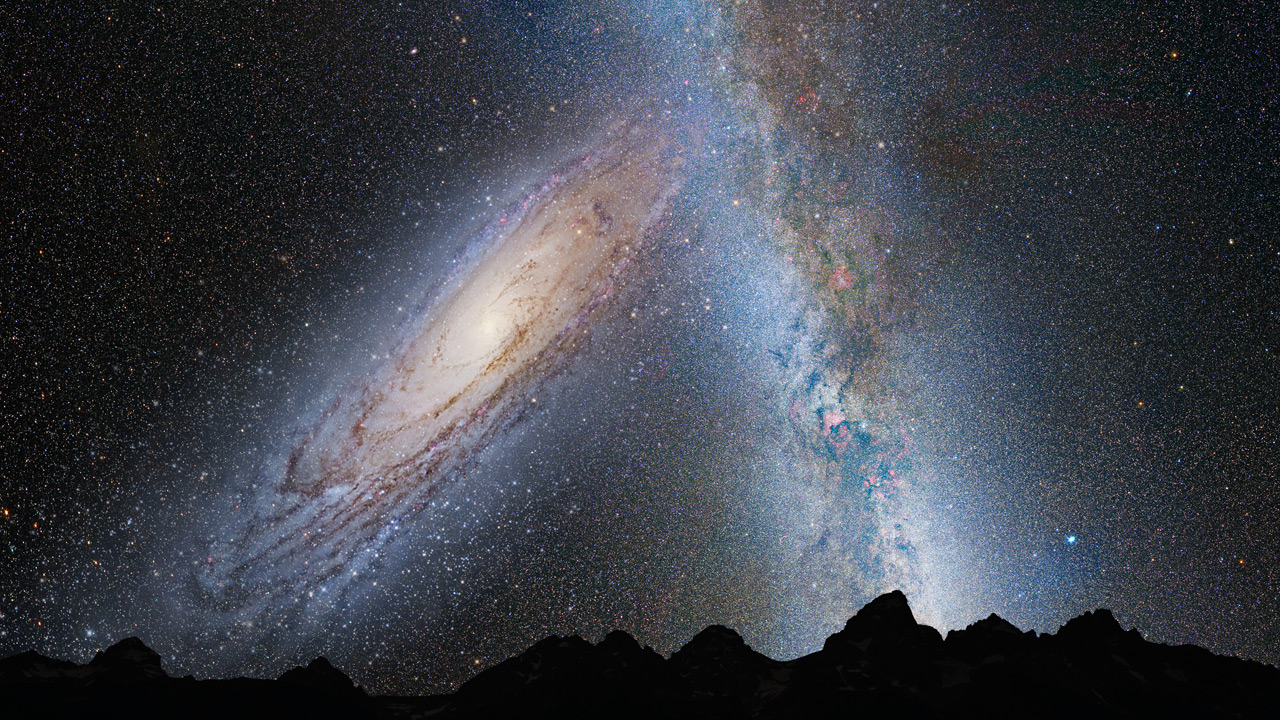
Início da colisão das galáxias tal como seria observada a partir da Terra, daqui a quatro bilhões de anos.

Daqui a cerca de quatro bilhões de anos a Via Láctea entrará em um processo de fusão com a Galáxia de Andrômeda, atualmente a 2,5 milhões de anos-luz de distância. Apesar de o Universo estar em expansão, com a maioria das galáxias se afastando umas das outras, as duas exercem interação gravitacional mútua, direcionando-as para uma colisão a uma velocidade de aproximação de cerca de 400 mil quilômetros por hora em relação à Via Láctea. As chances de ocorrerem embates entre as estrelas que as compõem são muito remotas, devido à imensa distância a que se encontram umas das outras; no entanto, serão direcionadas para órbitas aleatórias totalmente diferentes em torno do novo centro galáctico que se formará. Por isso, o Sol e consequentemente os outros corpos do Sistema Solar serão movidos para outra região da galáxia, provavelmente bem mais afastada do centro, mas sem o risco de serem destruídos. A fusão das galáxias levará mais dois bilhões de anos para se completar, e no fim formarão uma imensa galáxia elíptica.

### Gigante vermelha
Estimativas baseadas na observação de outras estrelas indicam que o Sol já concluiu um pouco menos da metade de sua existência. Daqui a cerca de cinco bilhões de anos, a maior parte do hidrogênio já deve ter se exaurido, o que provocará a perda de pressão e a consequente contração do núcleo pela gravidade para manter o seu equilíbrio. A pressão resultante desta retração será agora suficiente para que as camadas ao redor do núcleo também sejam capazes de converter parte do hidrogênio restante em hélio. Essa nova área de fusão nuclear promoverá o aumento da temperatura no interior e a expansão das camadas exteriores (e consequentemente a dilatação da estrela), além da diminuição de sua temperatura superficial para cerca de 4 mil graus Celsius e um aumento apreciável do brilho, transformando-a em uma estrela gigante vermelha. As dimensões do raio do Sol aumentarão entre cem e duzentas vezes, fazendo com que Mercúrio e provavelmente Vênus sejam incorporados à camada externa da estrela. O aumento da temperatura e da luminosidade afetará todos os corpos do Sistema Solar. Os oceanos da Terra serão completamente vaporizados e as temperaturas na superfície do planeta poderão chegar a mais de 1 200 °C. O gelo presente nas luas de Júpiter se fundirá e provavelmente se tornará vapor. Em Netuno as temperaturas serão semelhantes às da Terra atualmente e no Cinturão de Kuiper o calor será suficiente para vaporizar os cometas.

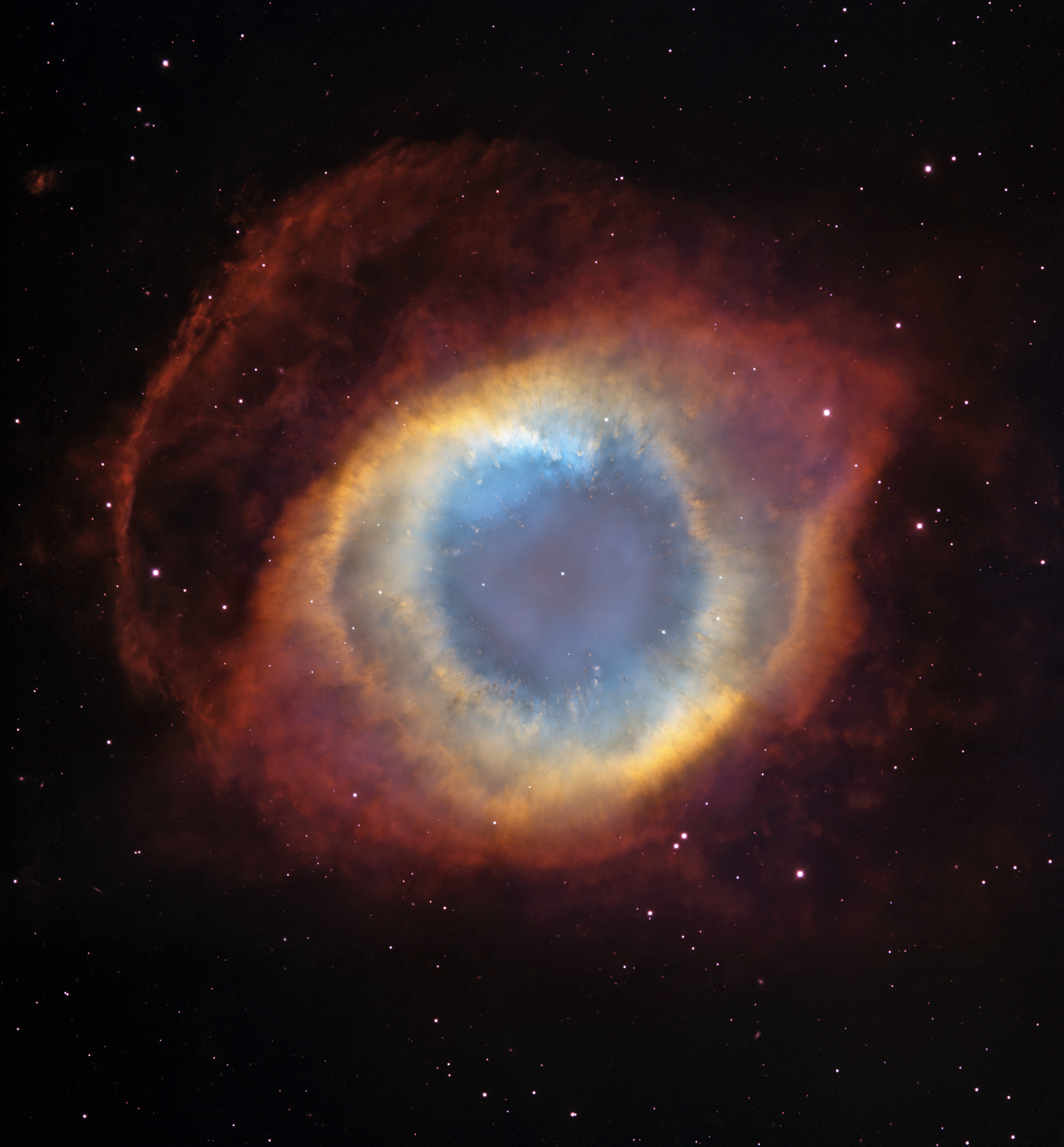
Em um dos estágios finais de sua existência o Sol, devido à instabilidade em seu núcleo, deverá ejetar suas camadas exteriores, que brilharão durante alguns milhares de anos e formarão uma esplendorosa nebulosa planetária semelhante à Nebulosa de Hélix.

A gravidade reduzida na superfície do Sol resultante do processo de expansão fará com que a intensidade do vento solar aumente substancialmente, provocando a perda gradual de sua massa. Enquanto isso, o núcleo solar prossegue sua contração até que a pressão e a temperatura nessa área sejam suficientes para iniciar a fusão do hélio, transformando-o em carbono e oxigênio, enquanto o pouco hidrogênio restante continua a ser consumido nas camadas que o rodeiam. Contudo, o hélio deve se extinguir rapidamente e o núcleo novamente se contrai, permitindo que um novo estrato de fusão de hélio surja ao redor do núcleo. Todavia, esse é um processo instável que produz numerosas oscilações denominadas flashes de hélio. Consequentemente, as camadas externas não mais se manterão coesas e após numerosas pulsações serão ejetadas, formando uma nebulosa planetária que não deve durar por muito tempo, mas brilhará intensamente devido à grande quantidade de radiação que emana do núcleo remanescente. À medida que a massa da estrela se perde no meio interestelar, a força gravitacional do Sol se torna cada vez menor, provocando o gradual afastamento dos corpos que o orbitam e o completo rompimento da ligação que mantinha os objetos mais afastados em órbita. Toda essa fase de gigante vermelha deve se prolongar por cerca de setecentos milhões de anos.

### Anã branca, negra e o fim do Sistema Solar
Após a ejeção das camadas externas da estrela, seu núcleo remanescente continua a se contrair, mas agora a pressão central não é mais suficiente para dar origem a novos processos de fusão e gerar energia. Com isso, por ação da gravidade a estrela se contrai até um certo ponto e irradia sua energia restante, mas não é capaz de realizar a fusão nuclear e produzir mais luz e calor. A massa restante corresponde a somente trinta por cento da massa original do Sol e suas dimensões são semelhantes às da Terra. O Sol agora se torna uma estrela anã branca. Os possíveis corpos remanescentes do Sistema Solar entrarão numa era de frio profundo, já que o pequeno núcleo que ainda permanece libera lentamente sua energia, e seu brilho e temperatura vão gradualmente diminuindo durante um período que se prolonga por cerca de um bilhão de anos, até que a luminosidade se torna extremamente baixa, a ponto de impossibilitar sua detecção à distância por aparelhos atuais. O Sol se torna, então, uma anã negra, um objeto frio e escuro que vaga em meio a outras estrelas sem emitir nenhum tipo de radiação, cercado por possíveis remanescentes do que um dia foi o Sistema Solar.